# Mindelheim
Mindelheim is een gemeente in de Duitse deelstaat Beieren. Het is de Kreisstadt van het Landkreis Unterallgäu. De stad telt 15.247 inwoners.
Zoals bijna overal in deze streek, is een grote meerderheid van de bevolking rooms-katholiek.
 Mindelheim is genoemd naar, en ligt aan, de rivier de Mindel, een zijrivier van de Donau.

## Indeling van de gemeente

Kaart van Mindelheim en omgeving

De gemeente bestaat officieel uit 19 Gemeindeteile, te weten:
- Mindelheim, hoofdplaats
- de 5 parochiedorpen (Pfarrdörfer): Mindelau (3 km ZO), Nassenbeuren (3 km NNO), Oberauerbach (3 km W), Unterauerbach (3 km W) en Westernach (3 km NW).
- de 3 dorpen zonder eigen kerkgebouw Gernstall (1 km Z), Heimenegg (3 km O) en Unggenried (2 km ZW).
- de 5 gehuchten: Bergerhausen, Doldenhausen, Katzenhirn, Sankt Anna en Sankt Georg.
- de 4 Einöden[2]: Jägersruh, Untere Ziegelhütte, Weihermühle en Wiesmühle.
- het klooster Lohhof

Daarnaast bestaat er een indeling in 8 zgn. Gemarkungen; de jaartallen geven aan, wanneer deze plaatsen ophielden, een zelfstandige gemeente te zijn en bij de gemeente Mindelheim werden gevoegd:
- Mindelheim-stad
- Gernstall (met Unggenried; 1971)
- Heimenegg (1965)
- Mindelau (1976)
- Nassenbeuren (1978), met ca. 900 inwoners het grootste dorp in de gemeente
- Oberauerbach (1978)
- Unterauerbach (1976)
- Westernach (1976).

## Geografie, infrastructuur

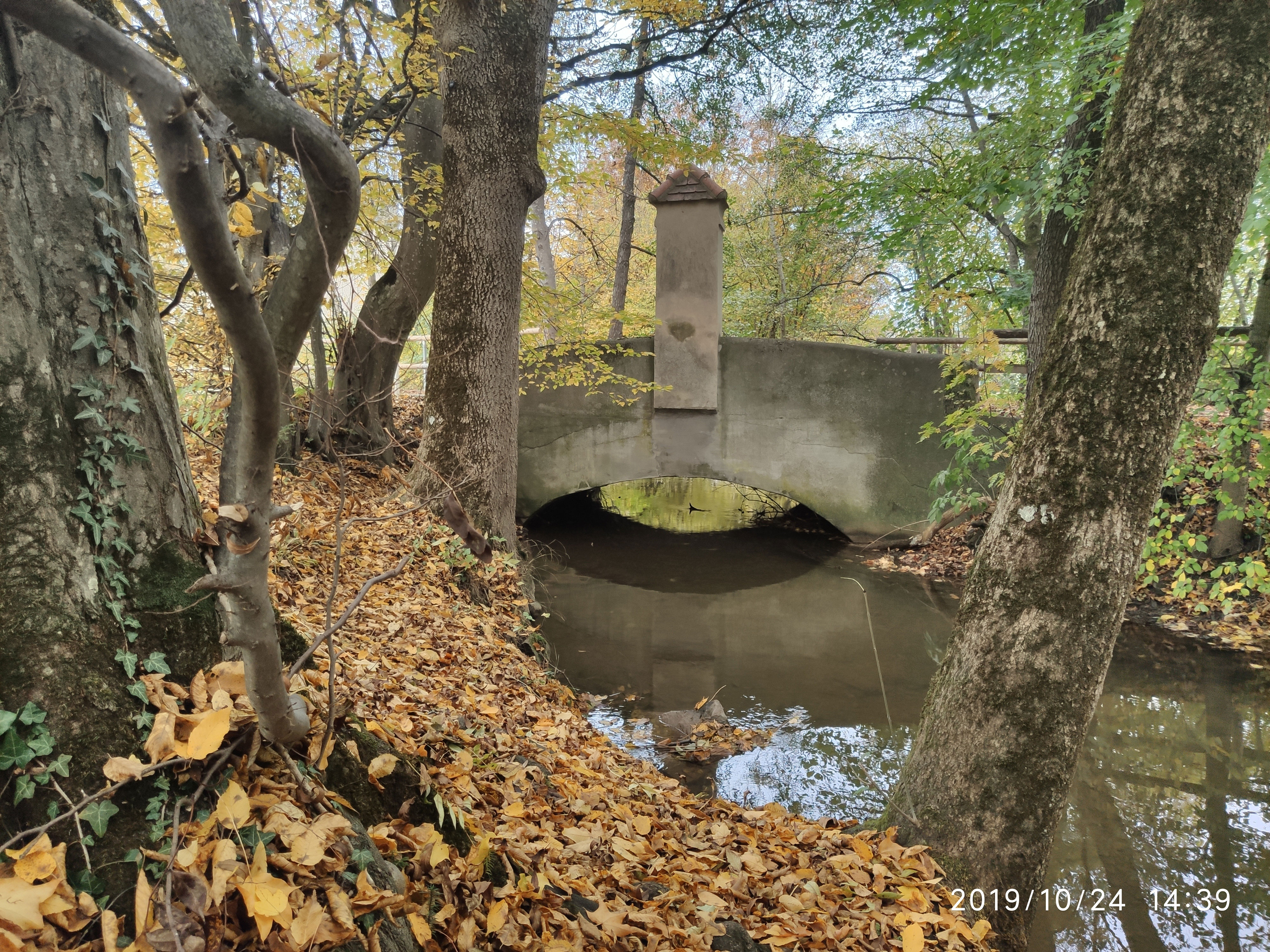
Bruggetje over de Mindel, Georgenstraße, Mindelheim
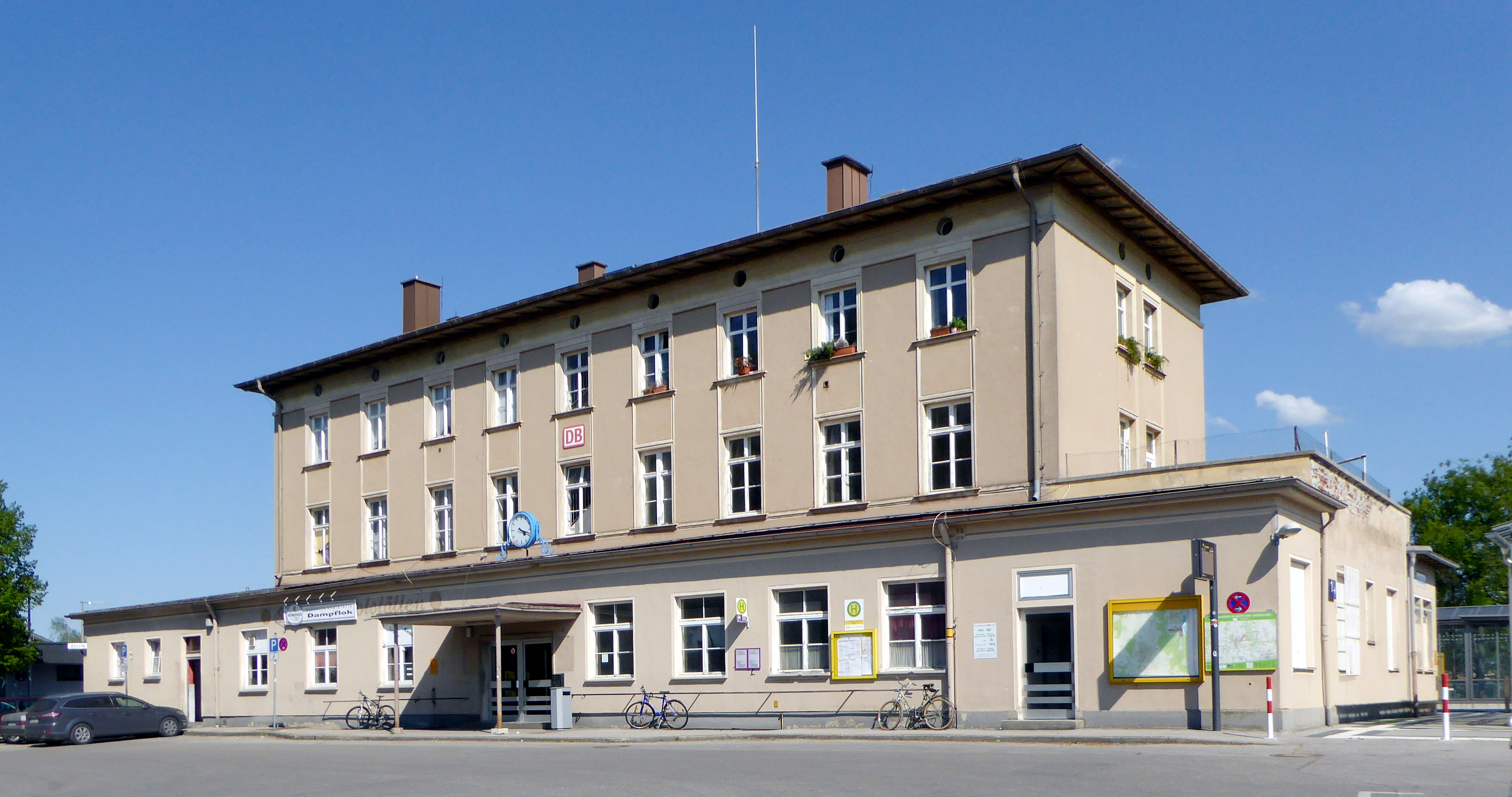
Stationsgebouw (1874)
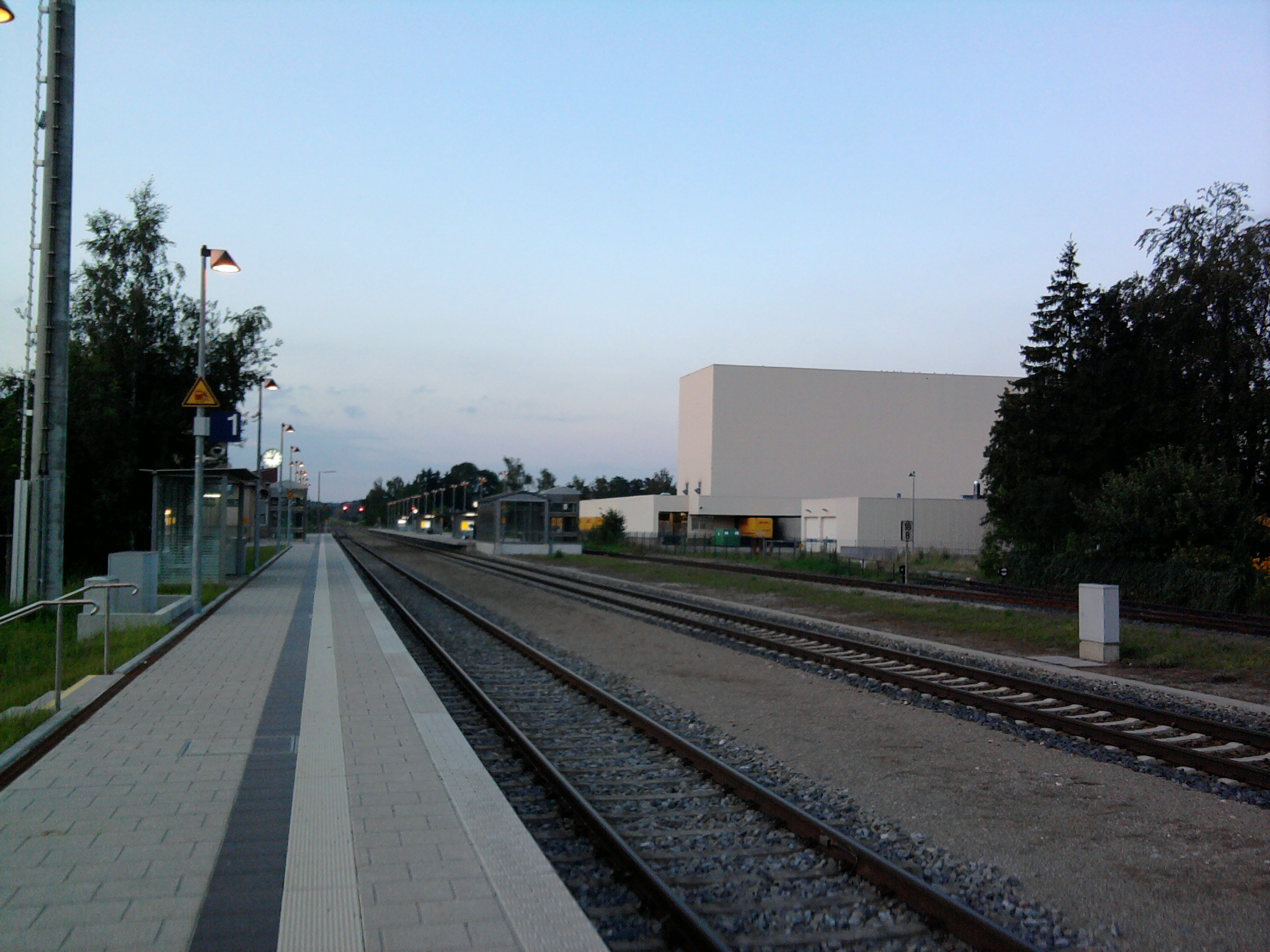
Station Mindelheim, in 2009 vernieuwde perrons
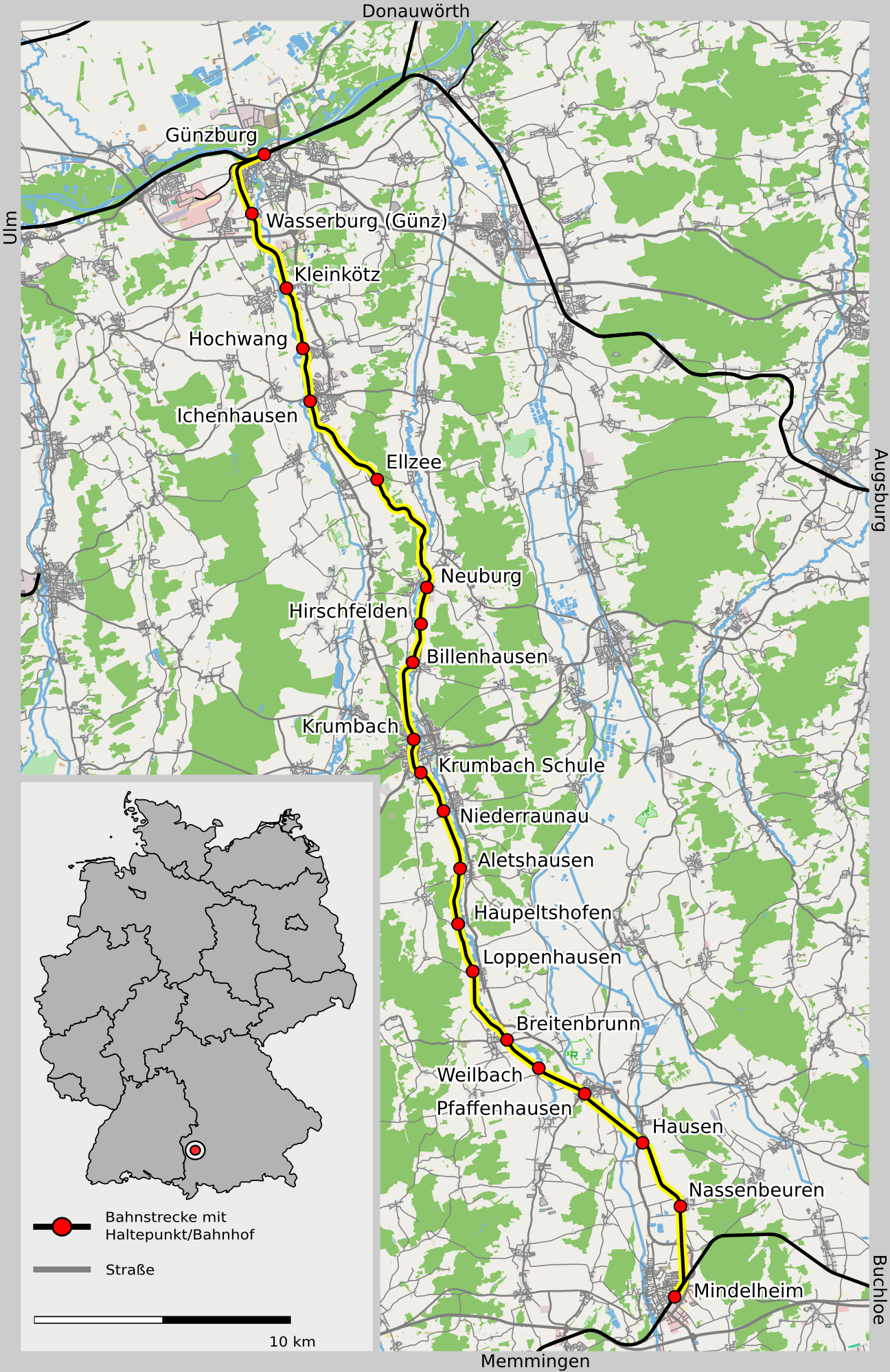
Trajectkaart spoorlijn Günzburg-Mindelheim
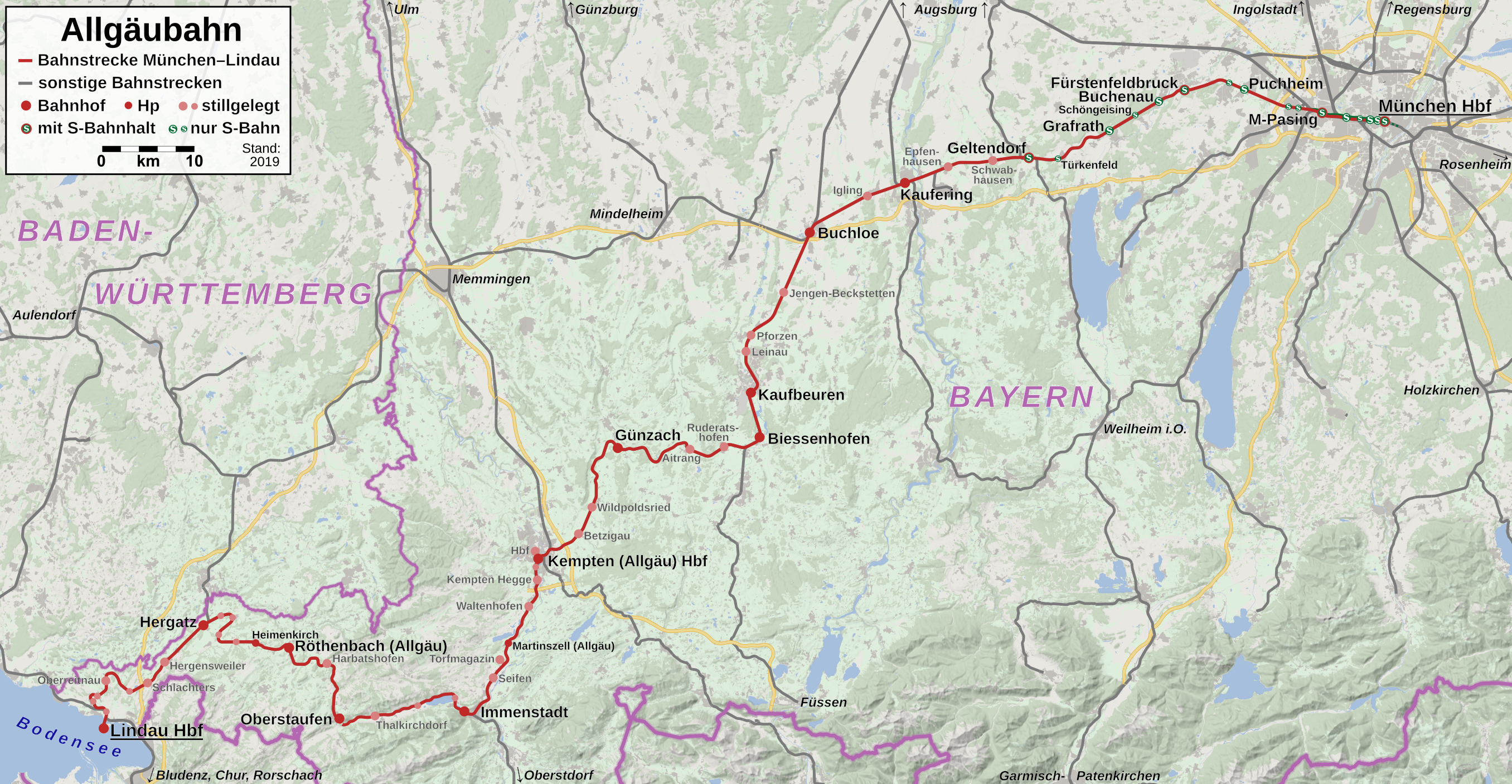
Spoortrajectkaart Allgäubahn. Mindelheim ligt 18½ km ten westen van Buchloe.

Mindelheim ligt aan de rivier de Mindel, een niet bevaarbare zijrivier van de Donau.
Grotere steden in de nabijheid zijn München, dat 90 km ten oosten van Mindelheim ligt, en Memmingen, 25 km in westelijke richting. Een kleinere, naburige stad is Bad Wörishofen.
Mindelheim ligt iets ten noorden van de west-oost verlopende Autobahn A 96, die er, op afrit nr. 19, de noord-zuid verlopende Bundesstraße 16 kruist. Ook de Bundesstraße 18 loopt door Mindelheim. Afrit 18 Stetten (Unterallgäu) van de A96 ligt direct ten zuiden van Unterauerbach.
Mindelheim heeft, op 1 km ten oosten van het stadscentrum, een spoorwegstation aan het eind van een 55 km lange lokaalspoorlijn naar Günzburg. Ook het noordelijker gelegen stadsdeel Nassenbeuren heeft een stationnetje aan deze lijn. Tevens ligt station Mindelheim aan de 46 km lange spoorlijn van Station Memmingen, 27½ km westwaarts, naar Station Buchloe, 18½ km oostwaarts. Mogelijkerwijze wordt deze laatste spoorlijn in de periode 2020-2040 gemoderniseerd, zelfs aansluiting op een internationale hogesnelheidsspoorlijn wordt overwogen. Het uit 1874 daterende stationsgebouw is (2022) in vervallen staat; er wordt tussen o.a. de gemeente en DB druk onderhandeld over de toekomst ervan. In de periode 2000-2018 zijn talrijke zijsporen voor goederenvervoer van en naar verschillende bedrijven te Mindelheim verwijderd.
Openbaar vervoer per bus, met name van en naar de rondom Mindelheim gelegen dorpjes, is beperkt tot een gemeentelijke belbusservice.

## Economie

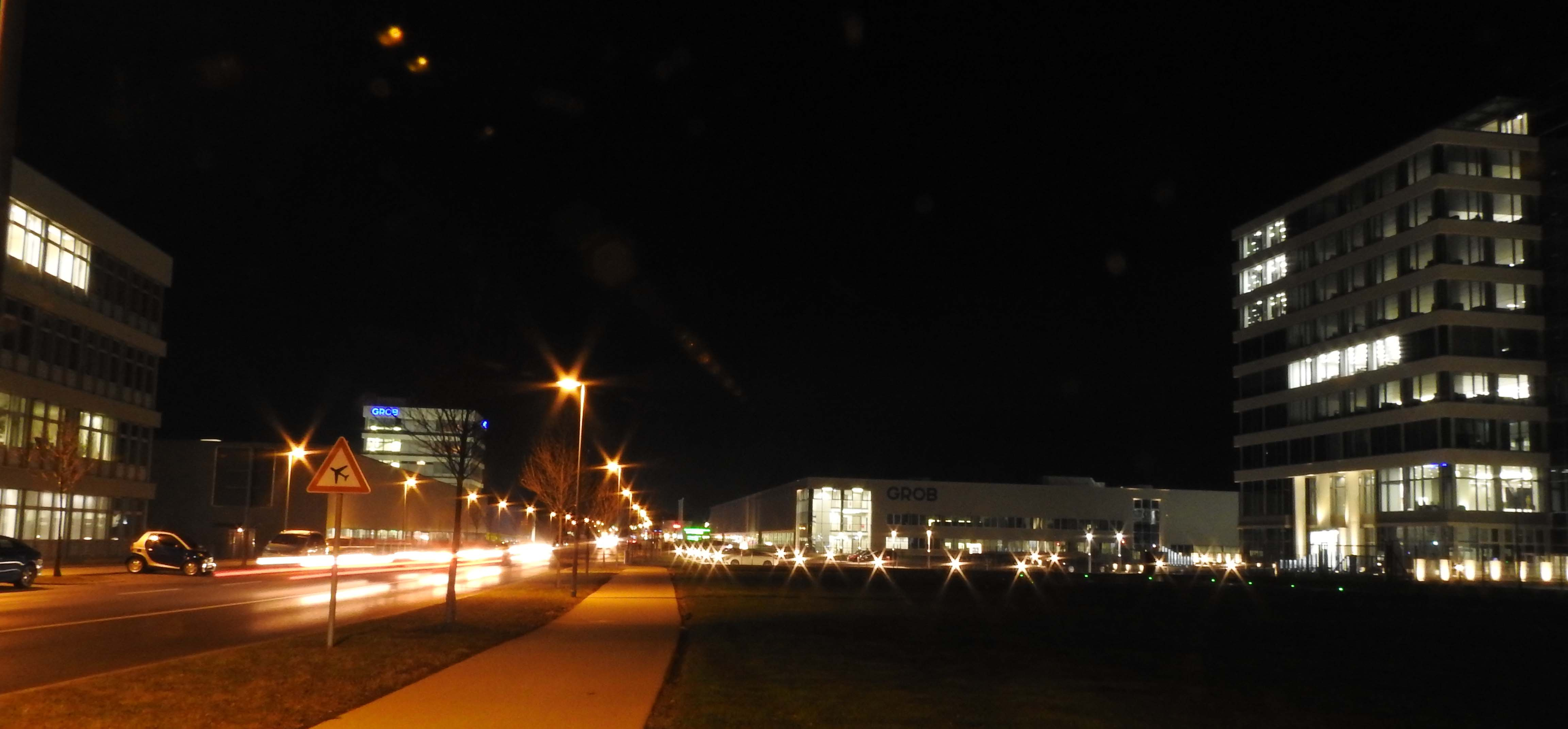
Gebouwen van machinefabriek Grob

Ten oosten van de stad en het station ligt een uitgestrekt industrieterrein. Het grootste hier gevestigde bedrijf is de machinefabriek Grob, die o.a. complete autofabrieken ontwerpt, en in Hengelo (Ov) een Nederlands filiaal heeft. Daarnaast zijn enkele middelgrote aannemersbedrijven te Mindelheim gevestigd, alsmede een groothandel in bouwmaterialen van bovenregionale betekenis.

## Historie
Zie ook: Heerlijkheid Mindelheim.
In de 6e en 7e eeuw vestigden zich hier, in het dal van de Mindel, boeren, die tot de stam der Alemannen behoorden. Onder andere is een zeer fraaie fibula uit het graf van een rijke vrouw opgegraven, die in het archeologische museum te Mindelheim te zien is.
In 1370 liet heer Friedrich von Teck kasteel Mindelburg bouwen op de locatie van een eerder verwoeste burcht. In de vroege 16e eeuw werd de krijgsheer Georg von Frundsberg de beroemdste bewoner van dit kasteel.
Vanaf 1616 tot de Napoleontische tijd behoorde Mindelheim, met enige onderbrekingen, tot het Keurvorstendom Beieren. In 1803 werd aan Mindelheim het omstreeks 1250 verworven stadsrecht grotendeels ontnomen.
In 1926 werden de Grob-Werke opgericht, die uitgroeiden tot de grootste industriële onderneming van de stad, met tot op de huidige dag enkele duizenden personeelsleden. Sedertdien is de werkloosheid in de gemeente procentueel vrijwel steeds lager geweest dan het voor Duitsland nationale gemiddelde.
In de nazi-tijd was kasteel Mindelburg enige tijd in gebruik als een door minister Walther Darré opgerichte nazi-Rijksboerenschool (Reichsbauernschule).
Na de Tweede Wereldoorlog en de moeilijke jaren direct daarna, ontwikkelde Mindelheim zich tot een tamelijk welvarend, typisch Beiers provinciestadje.

## Bezienswaardigheden, toerisme

### Musea
- Het op een ongeveer 60 m boven Mindelburg uitrijzende heuvel liggende kasteel Burg Mindelheim, dat tot 2021 een drukkerij huisvestte, wordt tot plm. 2025 ingrijpend gerenoveerd, en zal dan het stedelijke museum (Heimatmuseum), dat regionale faam geniet vanwege de grote collecties klederdrachten en historisch speelgoed, gaan huisvesten.
- In een voormalig klooster annex jezuïetencollege, aan de Hermelestraße 4 te Mindelheim zijn vier, bijna dagelijks geopende, musea ondergebracht:
  - Textielmuseum/Sandtnerstichting: dit is een museum op het gebied van mode, kleding, mode-accessoires, waaiers, rooms-katholieke liturgische gewaden, textiel, wandtapijten enz. Bezoek(st)ers kunnen er op bepaalde tijden zelf hun vaardigheid in het borduren of kantklossen uitproberen.
  - Zwabisch Kerststallenmuseum (Schwäbisches Krippenmuseum): dit museum bevat niet alleen Zuidduitse kerststallen uit de periode van plm. 1675-2000, maar behandelt ook gebruiken en voorwerpen rondom Goede Vrijdag en de Kruisiging van Jezus.
  - Südschwäbisches Archäologiemuseum der Archäologischen Staatssammlung München: Middelgroot archeologisch museum, met vondsten uit en informatie over archeologisch onderzoek in de regio. Getoond worden objecten, die dateren van de Jonge Steentijd tot aan de Vroege Middeleeuwen (van de Alemannen). Het museum presenteert met enige trots de muntschat uit het 10 km ten zuidwesten van Mindelheim gelegen Sontheim (Zwaben), die uit ongeveer 350 Keltische gouden muntjes, zogenaamde regenboogschoteltjes bestaat; het museum te Mindelheim bezit echter slechts replica's van deze munten; de originelen worden op een geheime locatie te München bewaard, mede omdat niet zeker is, dat de schat ook daadwerkelijk in Sontheim werd gevonden, en omdat nog niet geheel duidelijk is, of de schat op legale of illegale wijze is opgegraven.
  - Carl-Millner-Galerie: Museum met schilderijen en grafisch werk van de buiten Beieren vrij onbekende, Münchense kunstschilder Carl Millner (1825-1895). Millner was een landschapsschilder in de stijl van de zogenaamde Munchense School, die tot de Romantiek wordt gerekend. Millners schilderijen van berglandschappen vonden kopers onder o.a. leden van koningshuizen en rijke Amerikaanse koopliedenfamilies.
- In een voormalige kerk met 48 m hoge kerktoren, de Silvesterkirche, is het Schwäbische Turmuhrenmuseum, Zwabische Torenklokkenmuseum, gevestigd. Tot de collectie behoren ongeveer 50 torenklokken uit de periode van 1562 tot 1978, alsmede een aantal zonnewijzers, pendules en andere uurwerken. Het is vrijwel alleen op woensdagmiddagen geopend.

### Overig
- Mindelheim bezit een historische, van oorsprong middeleeuwse, stadskern met verscheidene interessante huizen. Ook van de middeleeuwse stadsomwalling zijn nog enige muurresten, poorten en torens bewaard gebleven. Zie de onderstaande afbeeldingen.
- Mindelheim en de dorpen eromheen zijn rijk aan oude, rooms-katholieke kerk- en kloostergebouwen. Sommige ervan dateren van oorsprong uit de middeleeuwen en zijn in de 17e en 18e eeuw in barok of rococo-stijl gerenoveerd; andere zijn in de 17e/18e eeuw in die stijlen gebouwd. Zie de onderstaande afbeeldingen.
  - Aparte vermelding verdient de 13e-eeuwse Maria-Verkondigingskerk of Jezuïetenkerk, die o.a. vanwege een beroemde kerststal en een beroemd orgel kunst- en architectuurhistorisch van bovenregionale betekenis is. Zie onderstaande externe link (Duitstalige Wikipedia: Mariä Verkündigung (Mindelheim)) voor een zeer uitvoerige beschrijving van dit godshuis.
- Ten oosten van Mindelheim zijn boswandelingen mogelijk in het Mindelheimer Stadtwald.
- Ten noorden van het stadje ligt een recreatieplas, de Mindelsee.
- Eens in de drie jaar wordt, sedert 1853, in juni of juli te Mindelheim een 11 dagen durend laatmiddeleeuws festival met concerten, toneelvoorstellingen, optochten enz., het Frundsbergfest, gehouden. Dit herinnert aan de roemruchte krijgsheer Georg von Frundsberg, bijgenaamd de vader van de Duitse landsknechten.

## Afbeeldingen

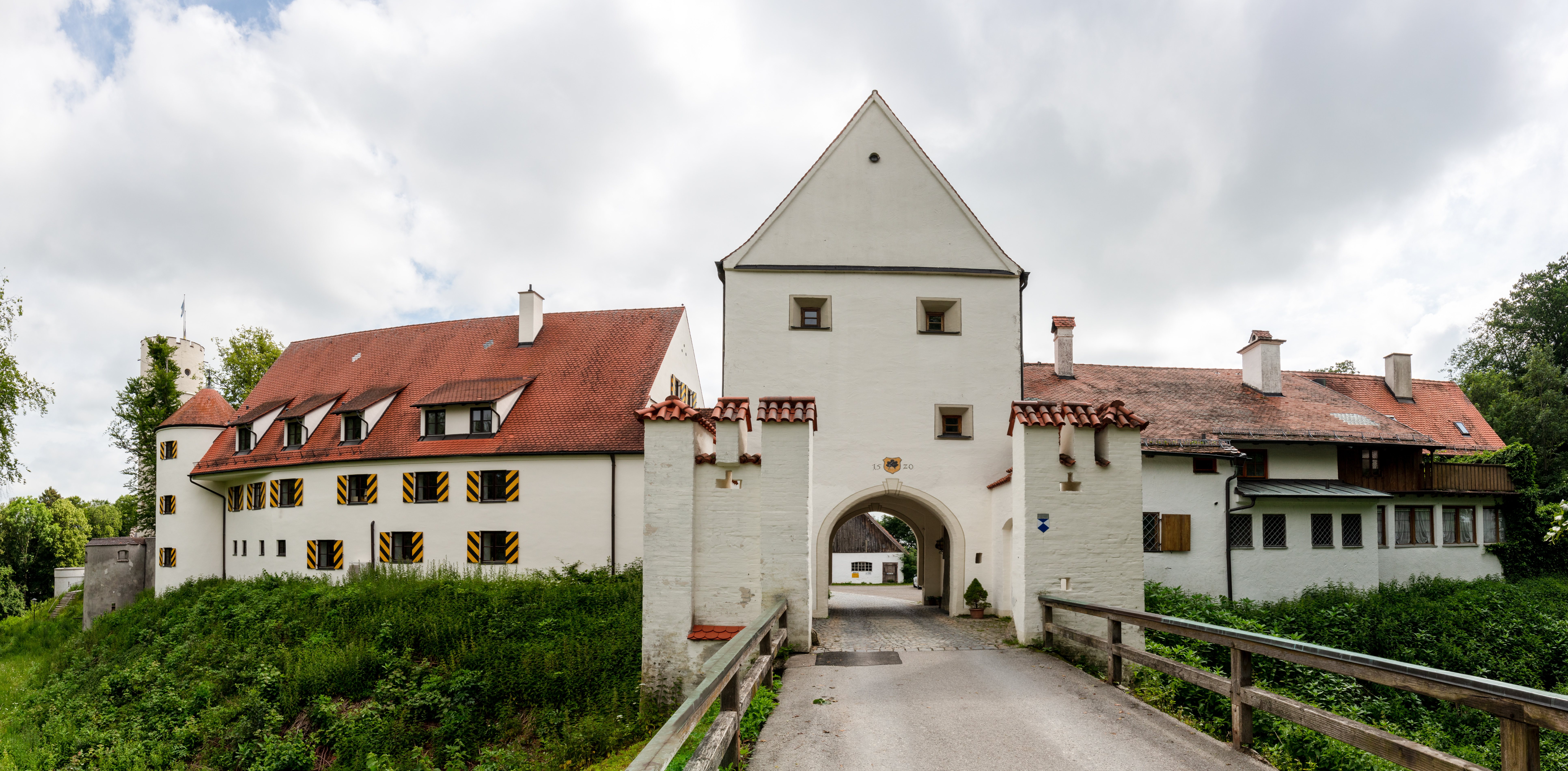
Kasteel Mindelburg (2019, vóór de renovatie)
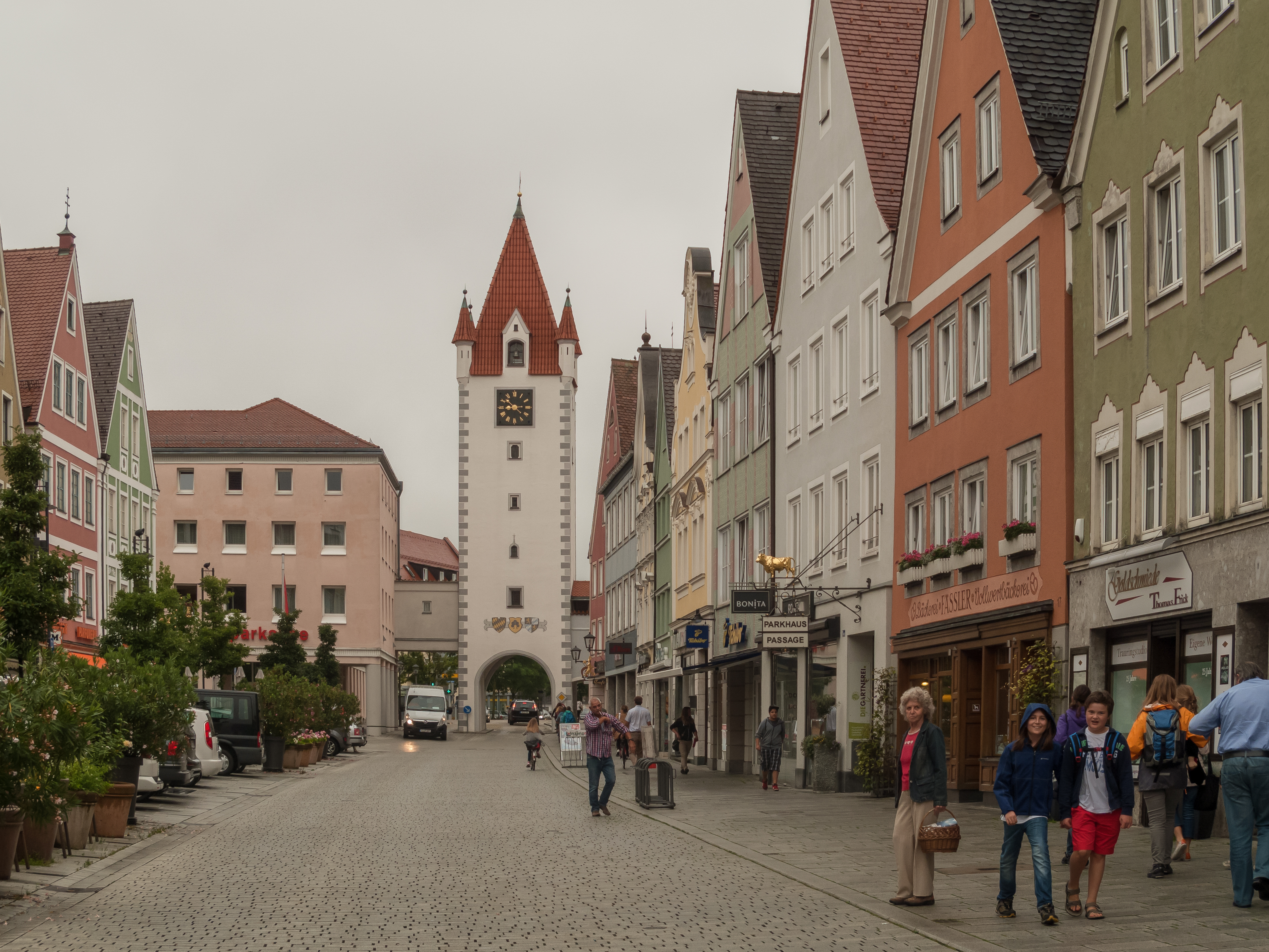
Mindelheim, gezicht op de Maximilianstrasse met stadspoort (Unteres Tor)
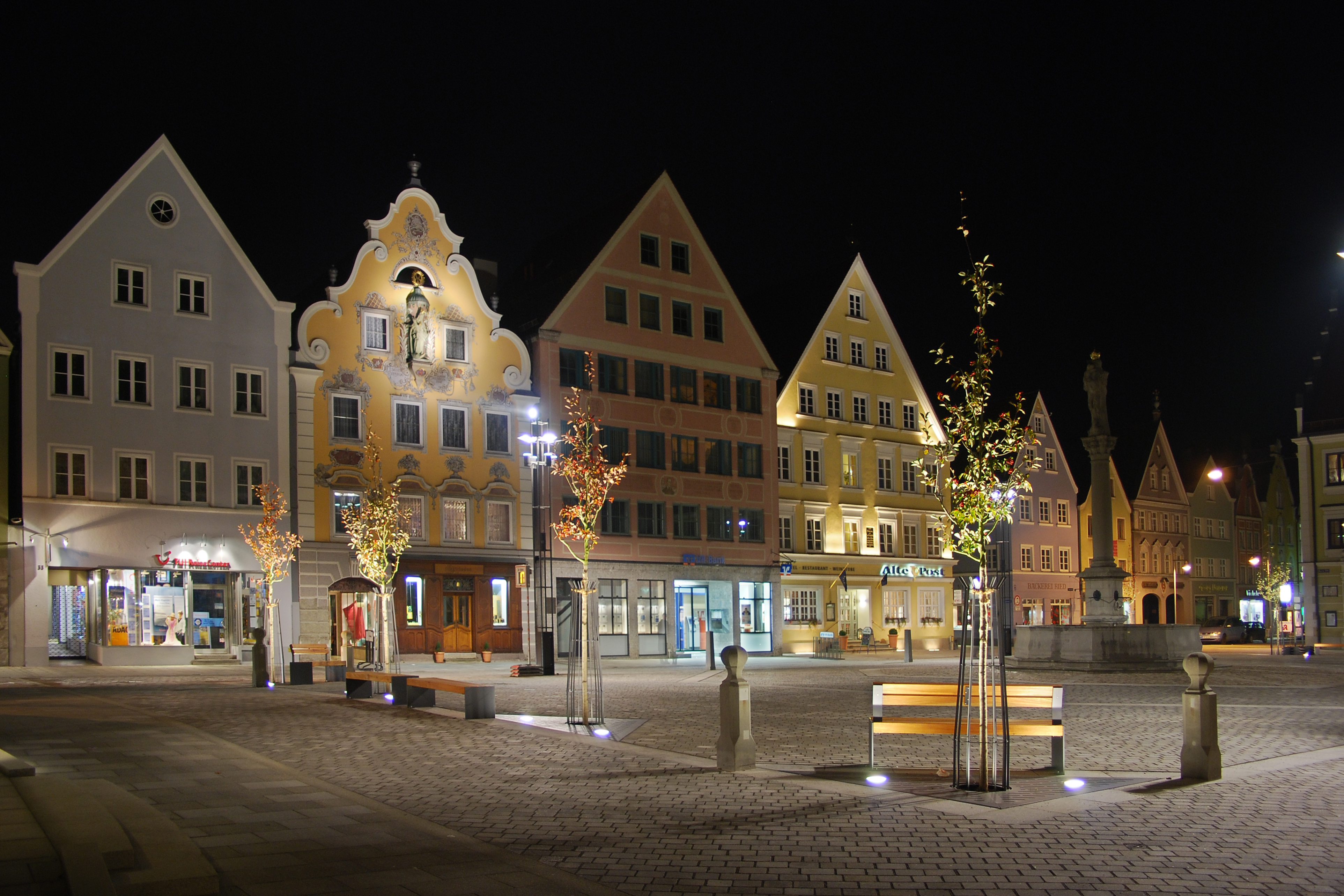
Huizen aan de Neue Marienplatz
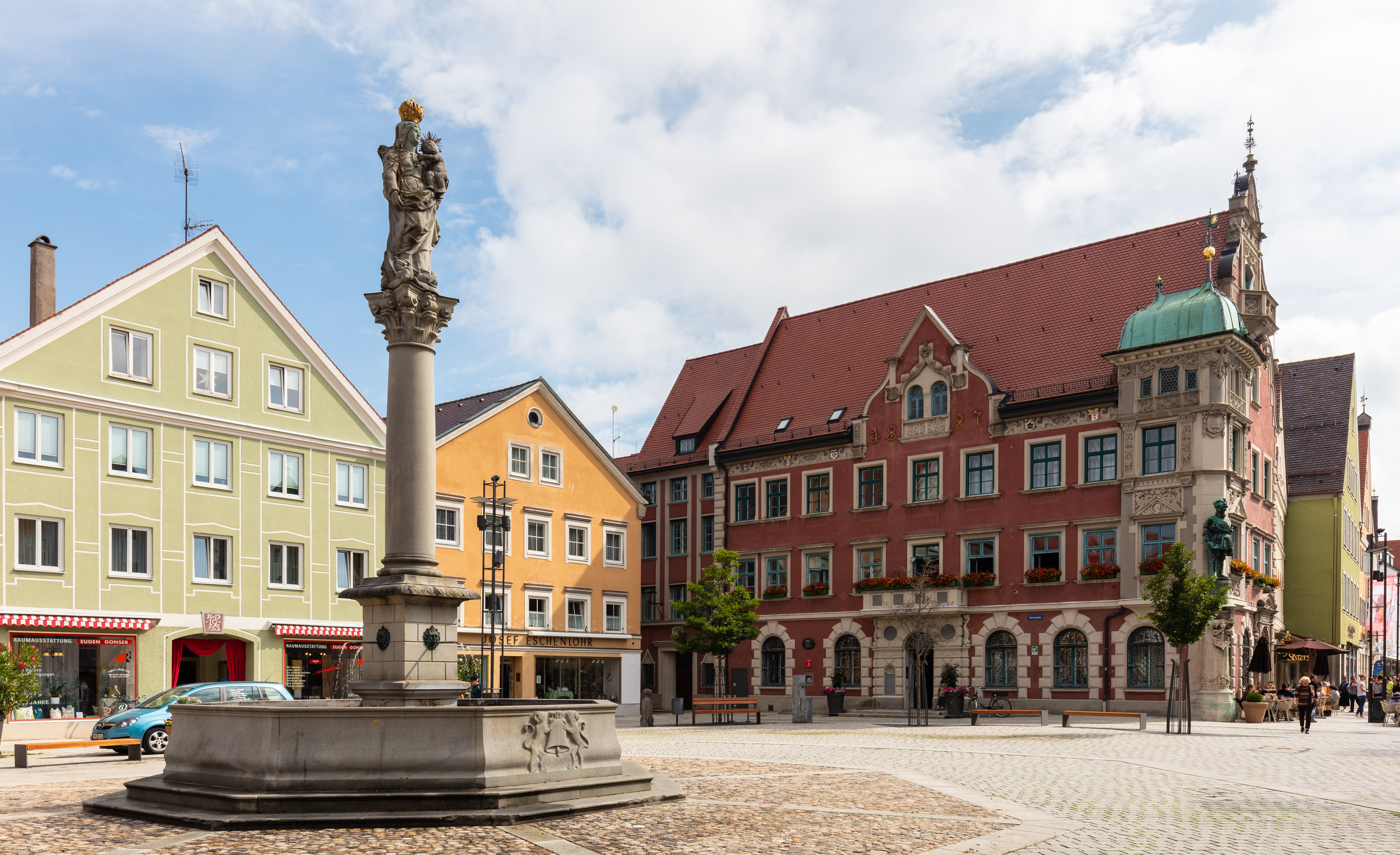
De Alte Marienplatz, met O.L.Vrouwefontein en het stadhuis[3] (midden)
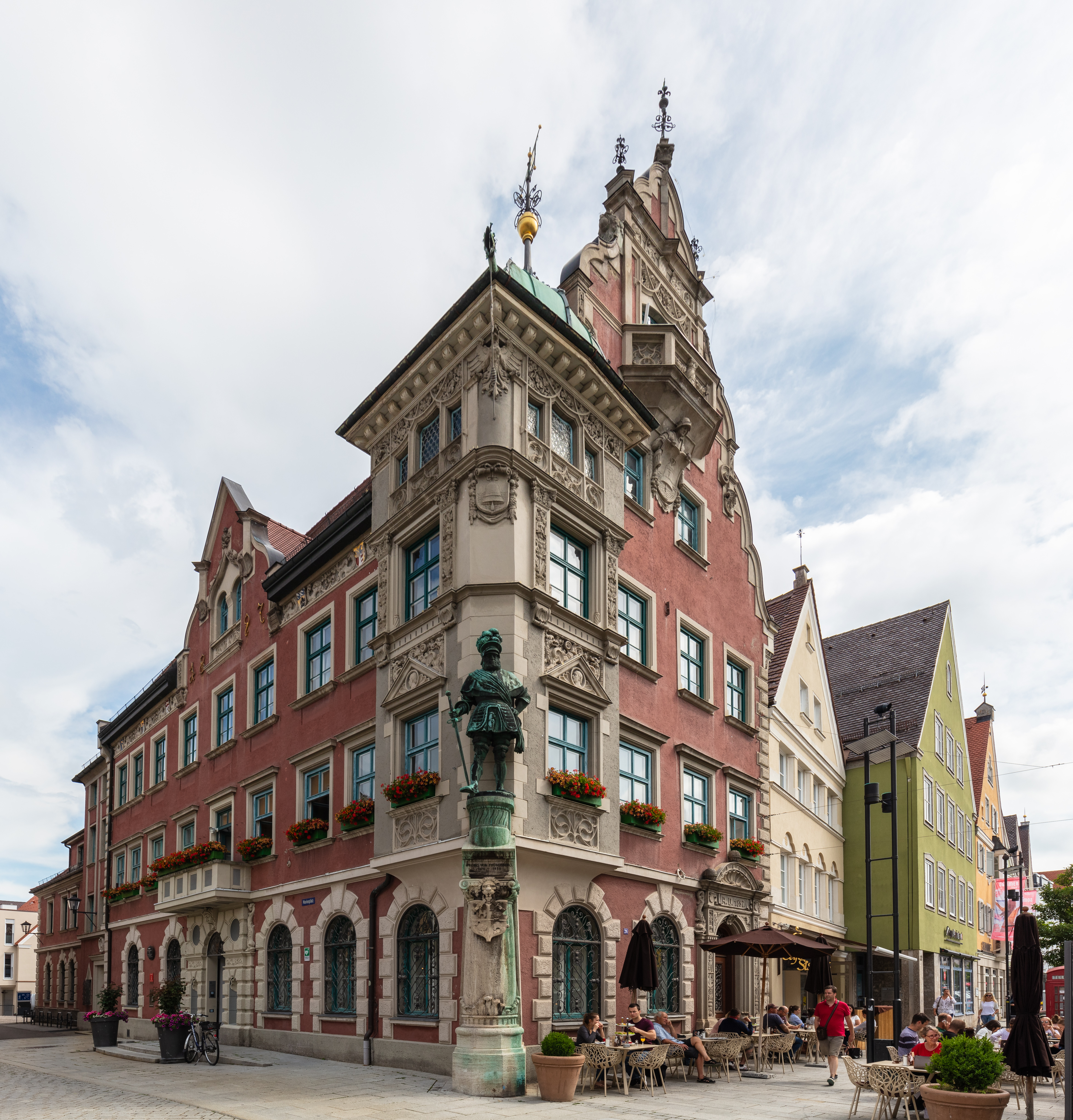
Standbeeld Georg von Frundsberg vóór het stadhuis
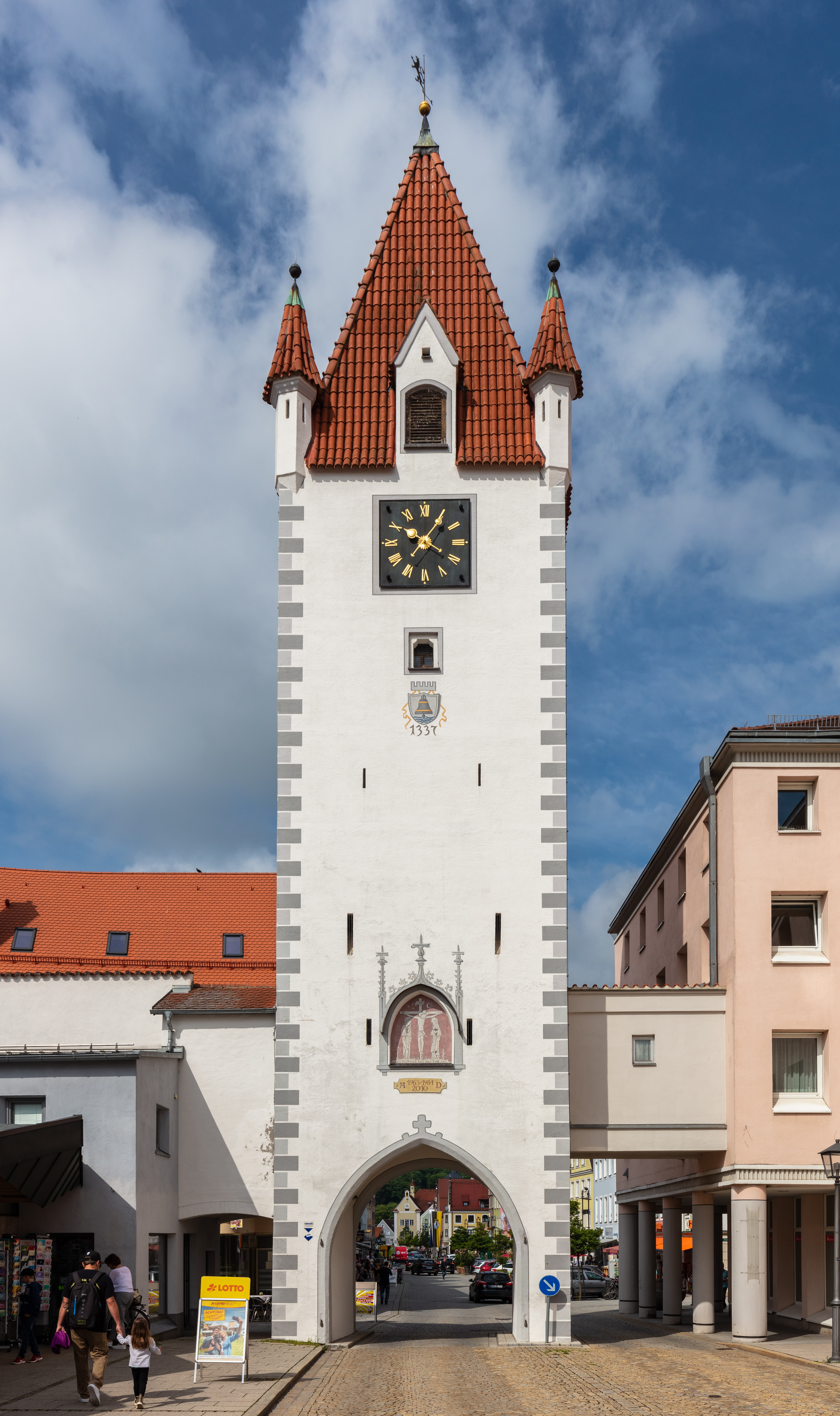
Stadspoort Oberes Tor (Bovenpoort)
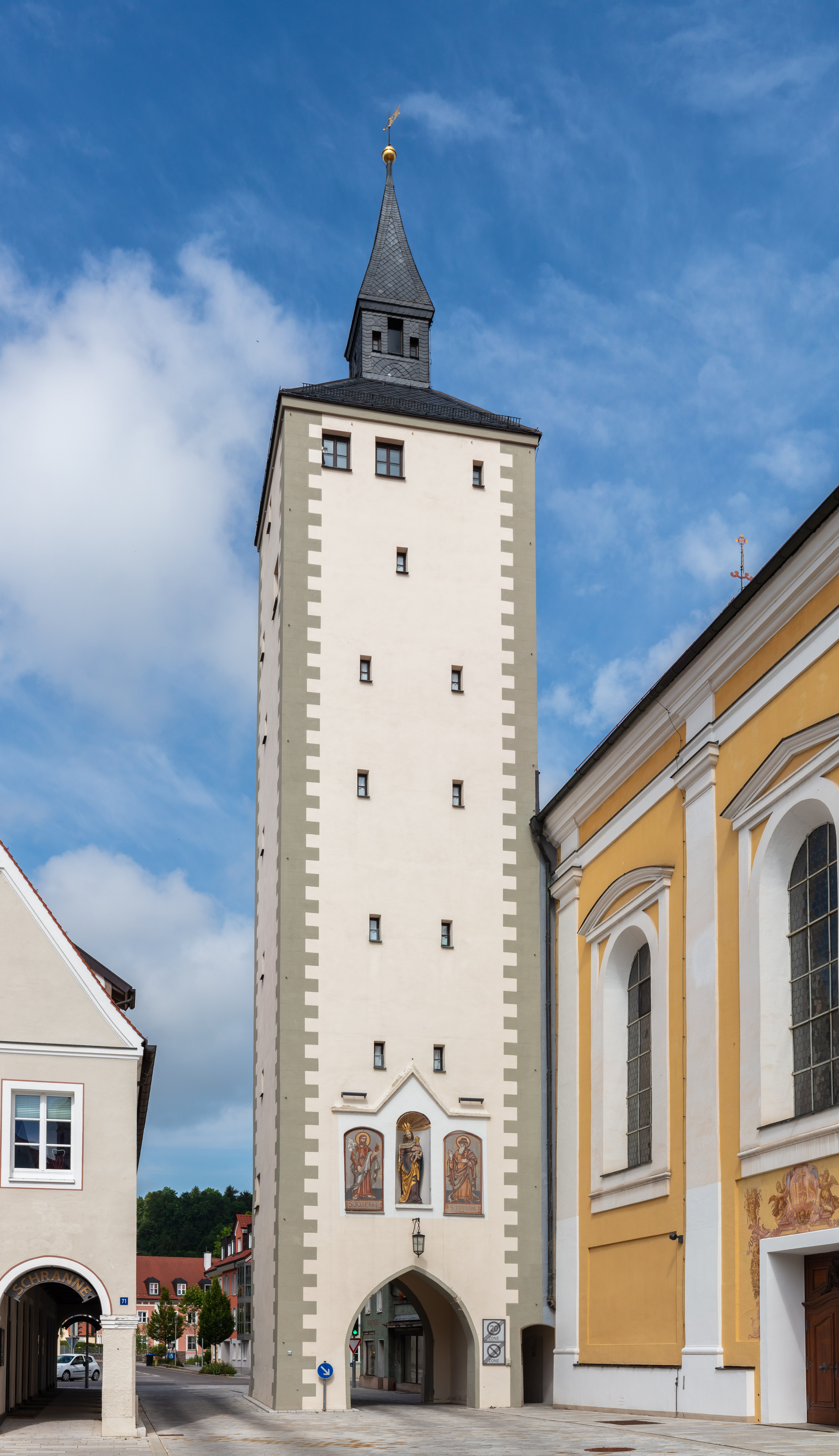
Stadspoort Unteres Tor (Benedenpoort)
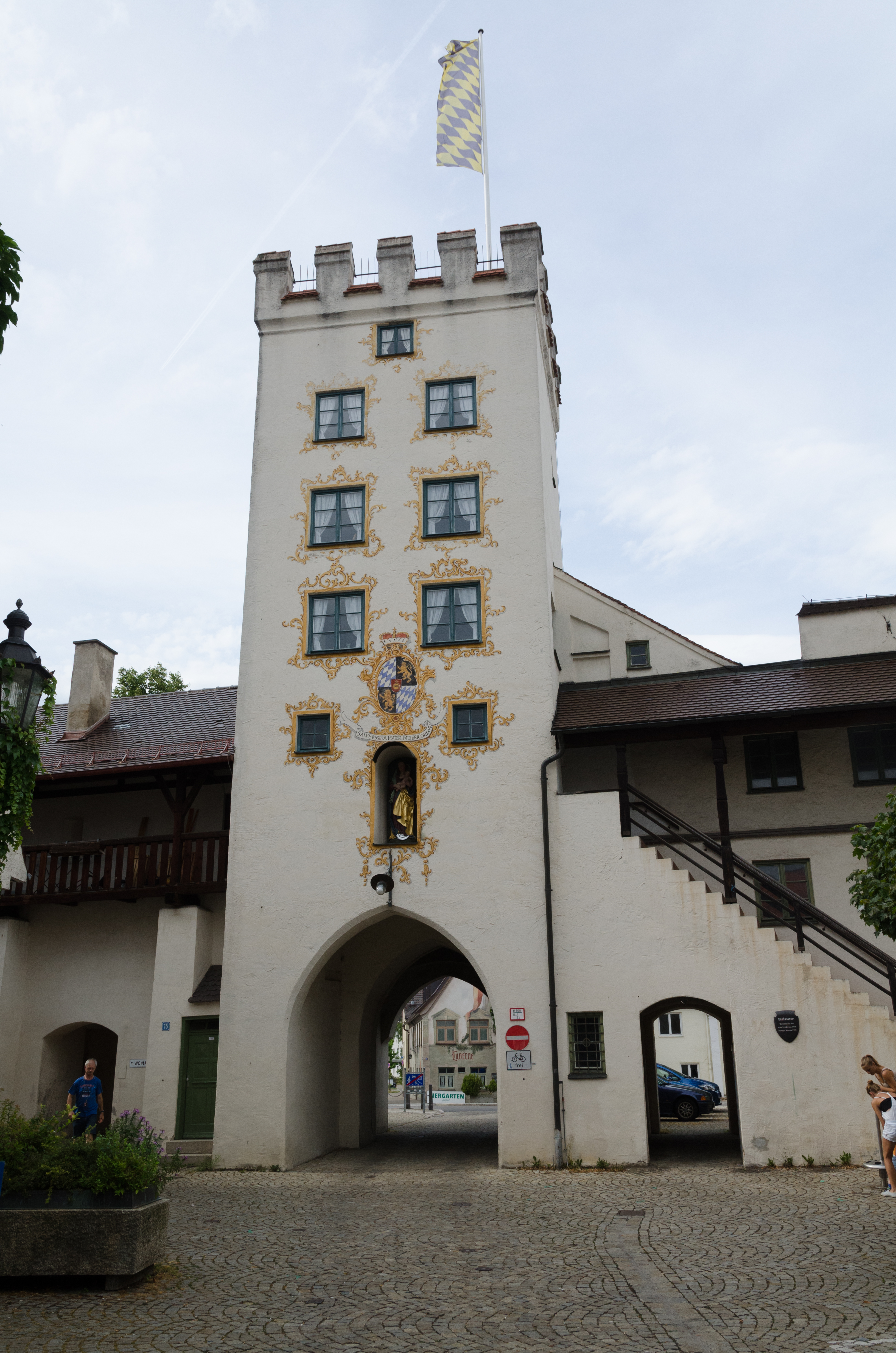
Stadspoort Einlasstor[4] of Westernacher Tor (staduitwaarts gezien)
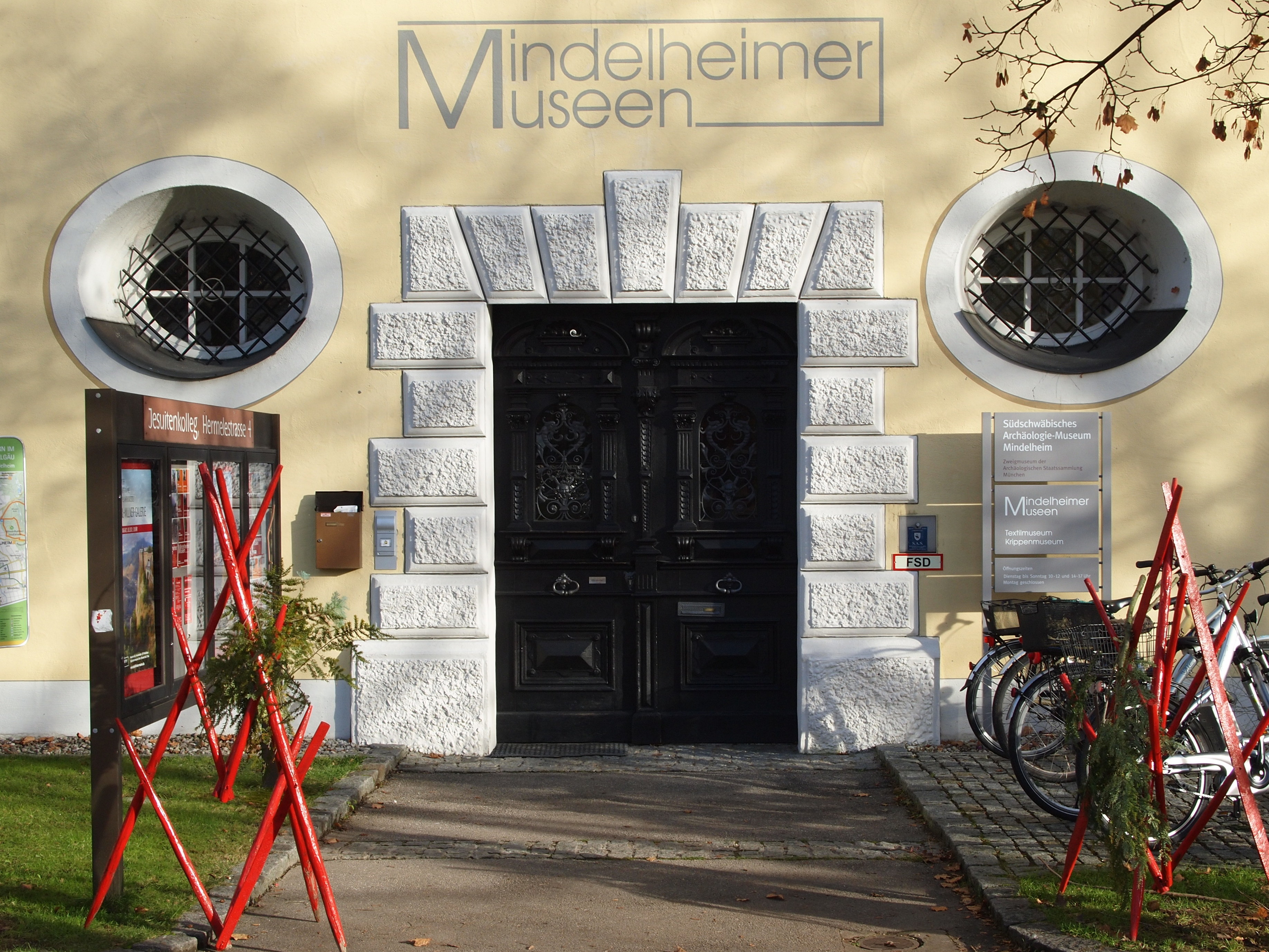
Ingang museumgebouw Hermelestraße 4
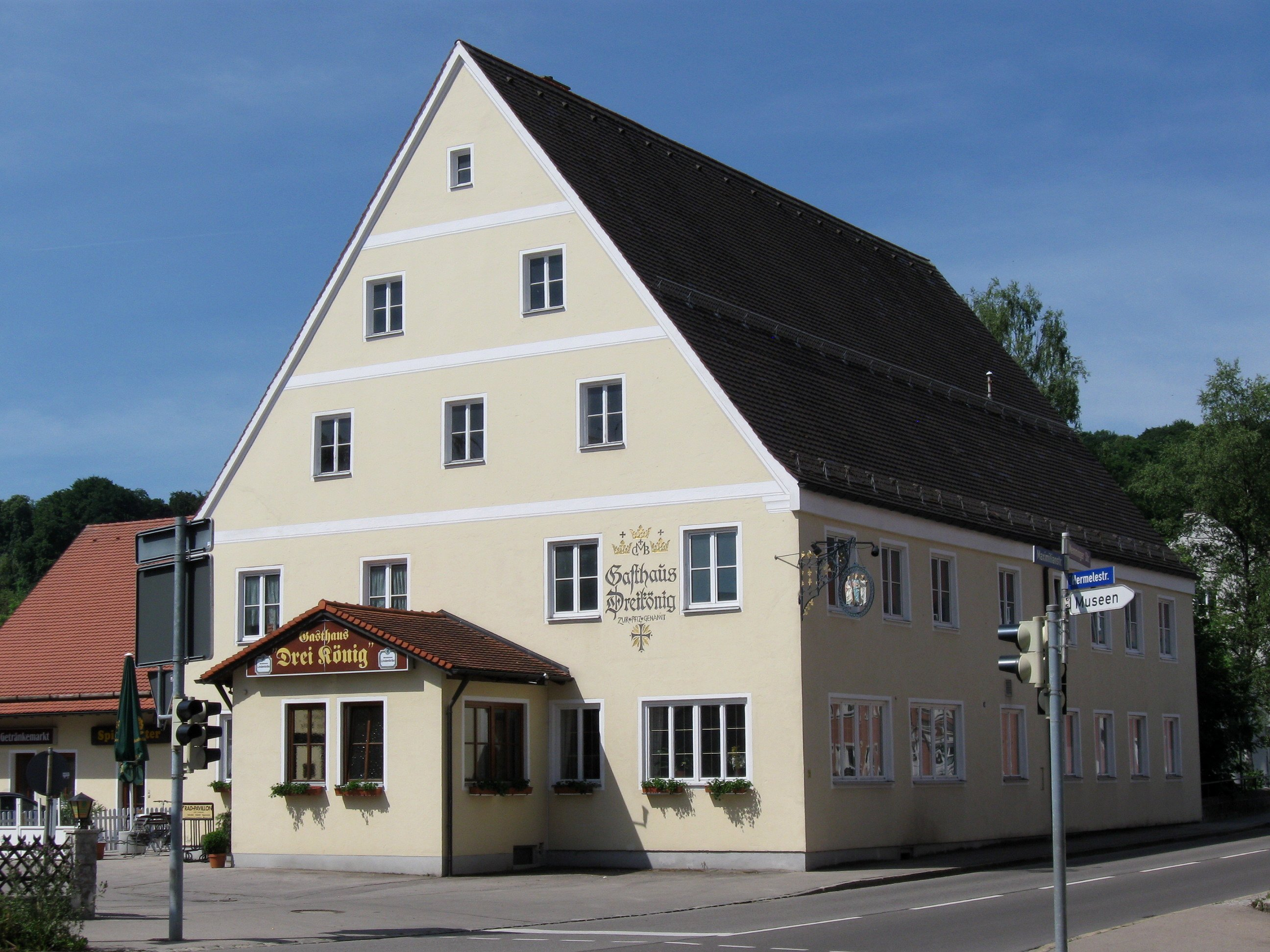
18e-eeuwse herberg In de Drie Koningen
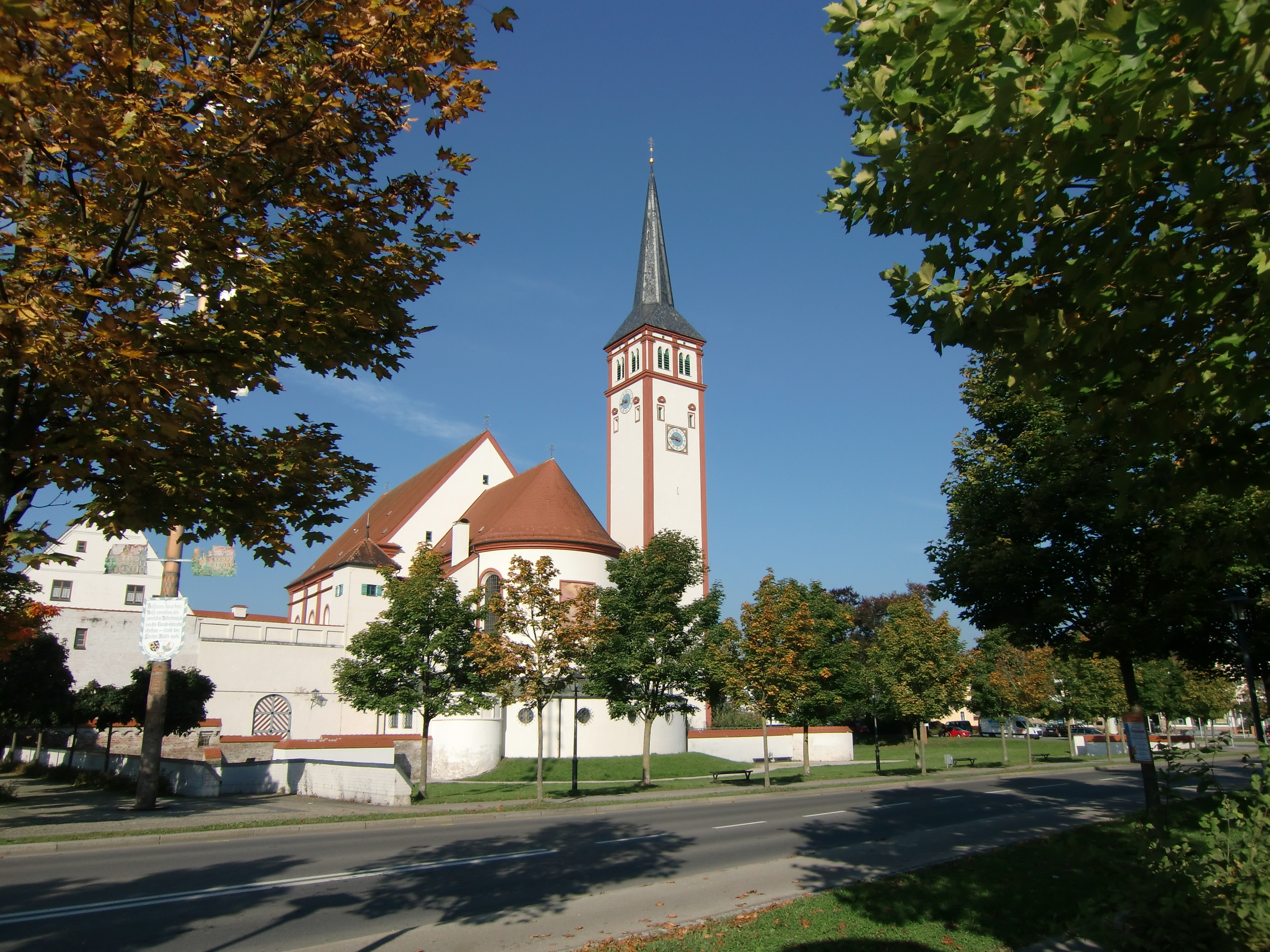
R.K. St.-Stefanuskerk, Mindelheim
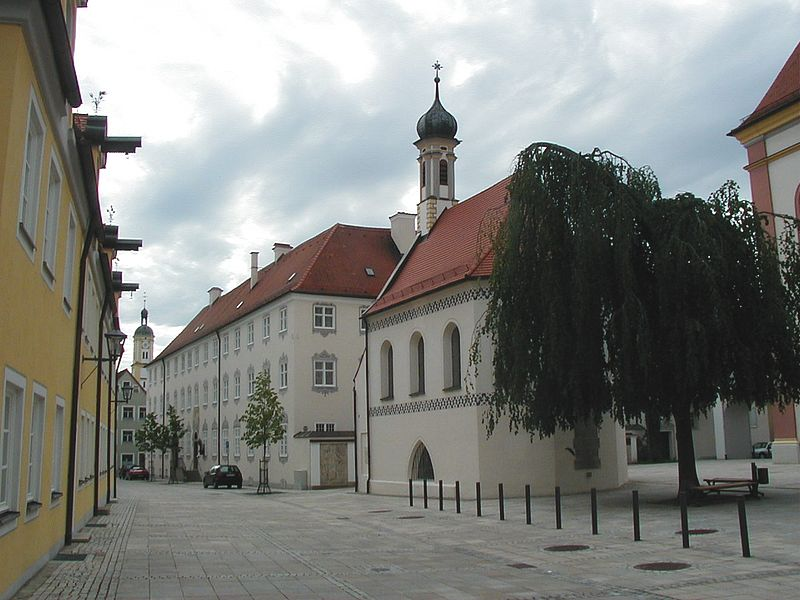
De Kirchplatz bij de St.-Stefanuskerk te Mindelheim
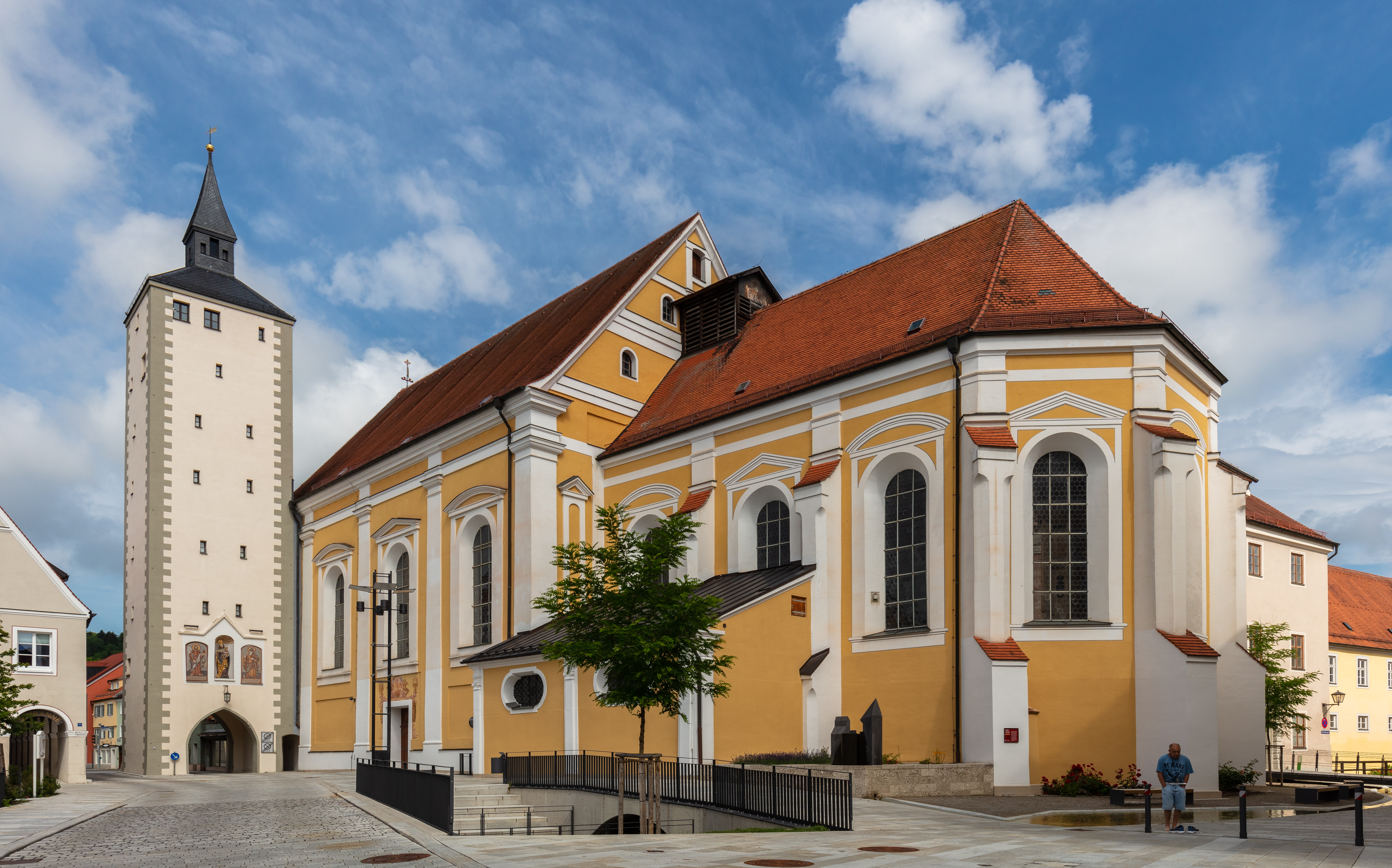
Maria-Verkondigingskerk
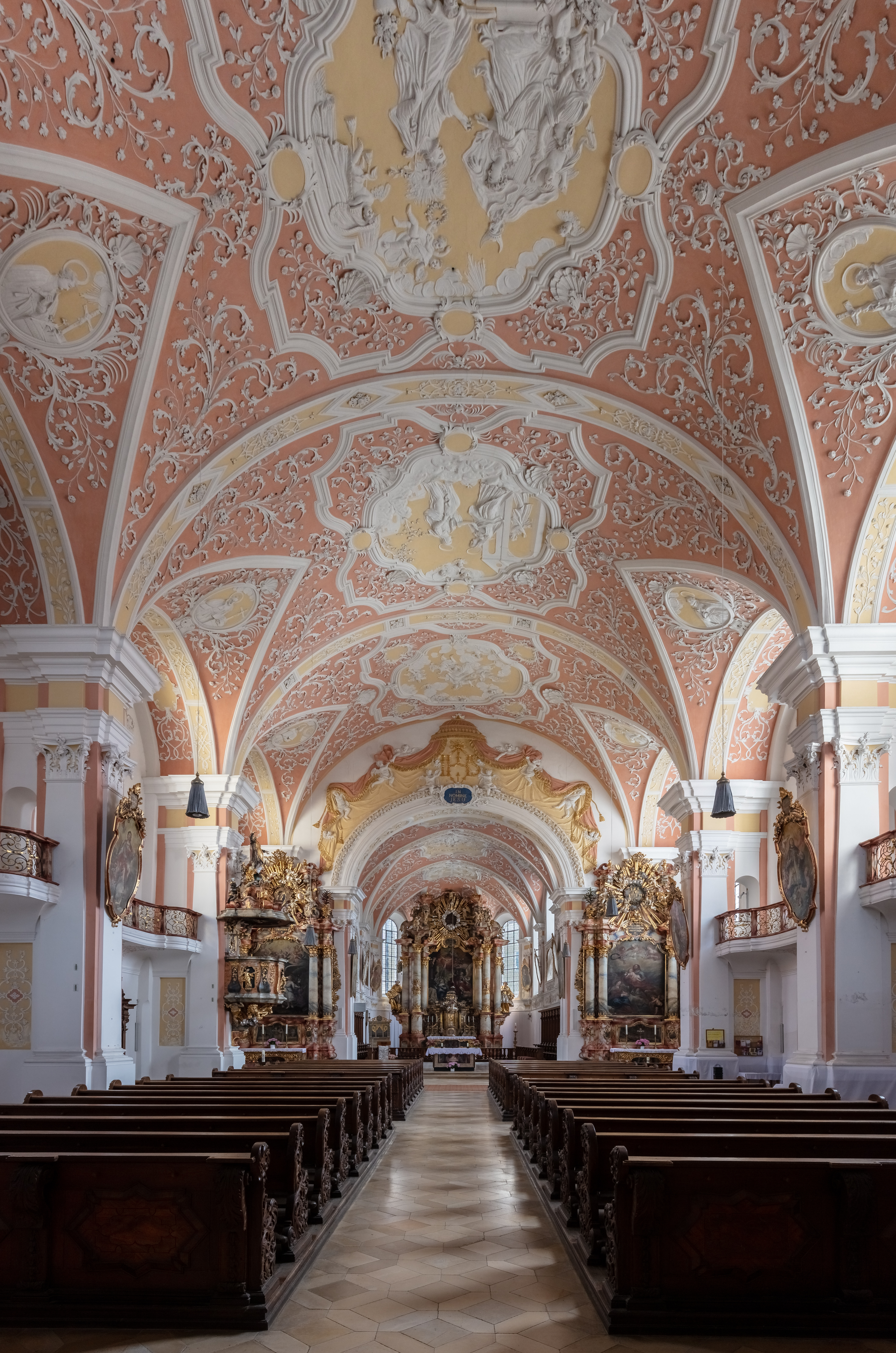
Interieur Maria-Verkondigingskerk, Mindelheim
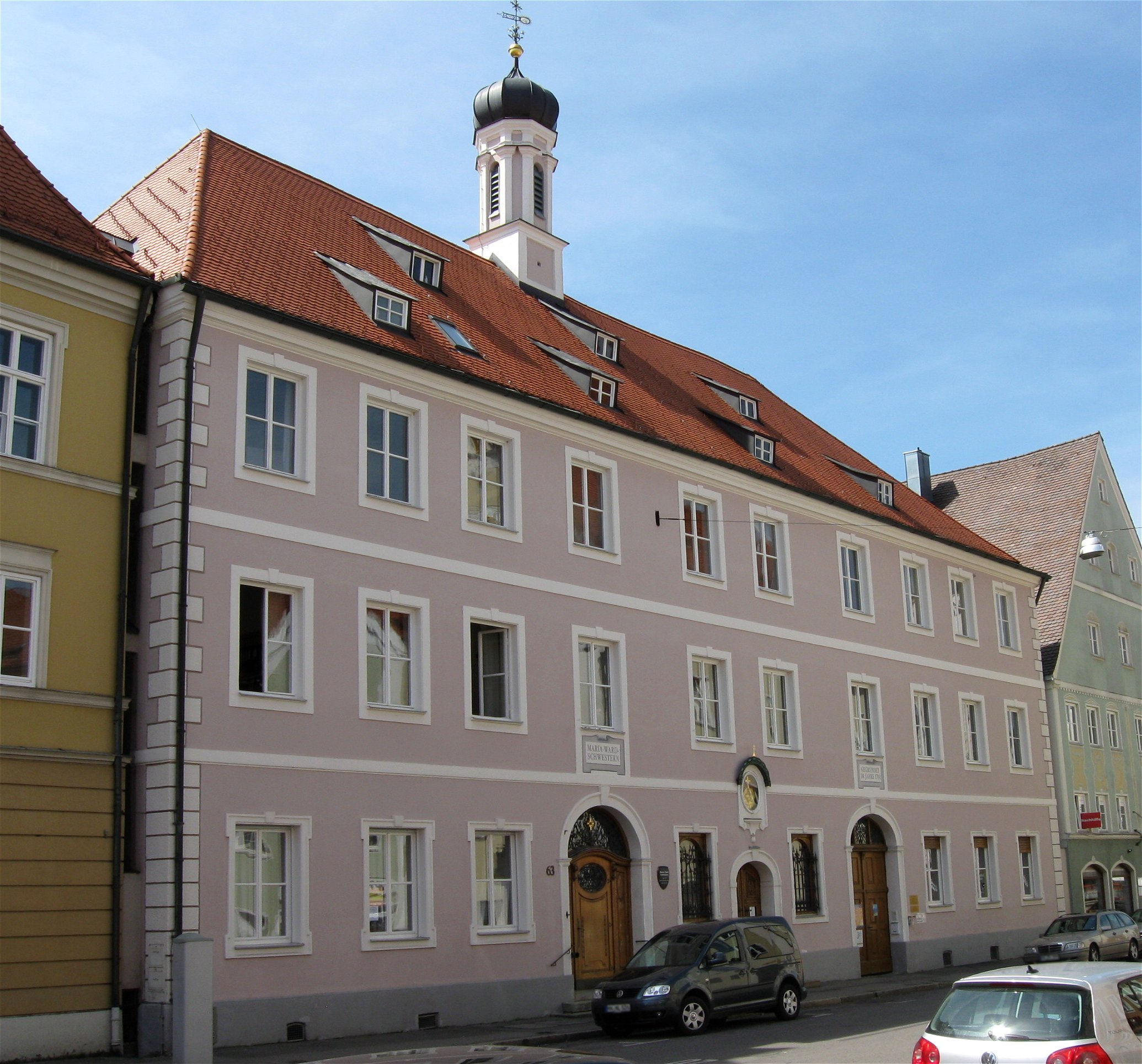
Heilig-Hartklooster
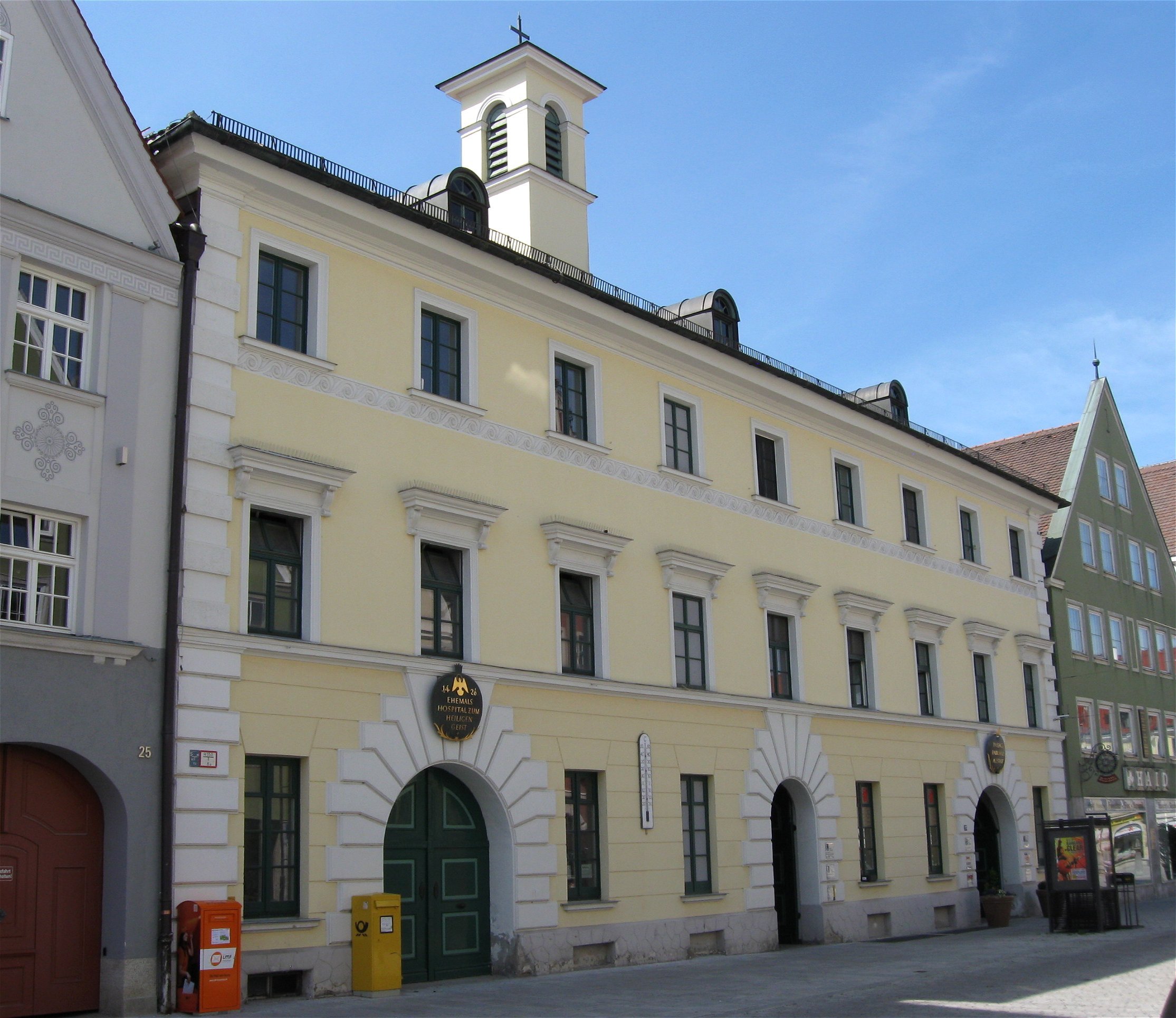
Voormalig H. Geesthospitaal
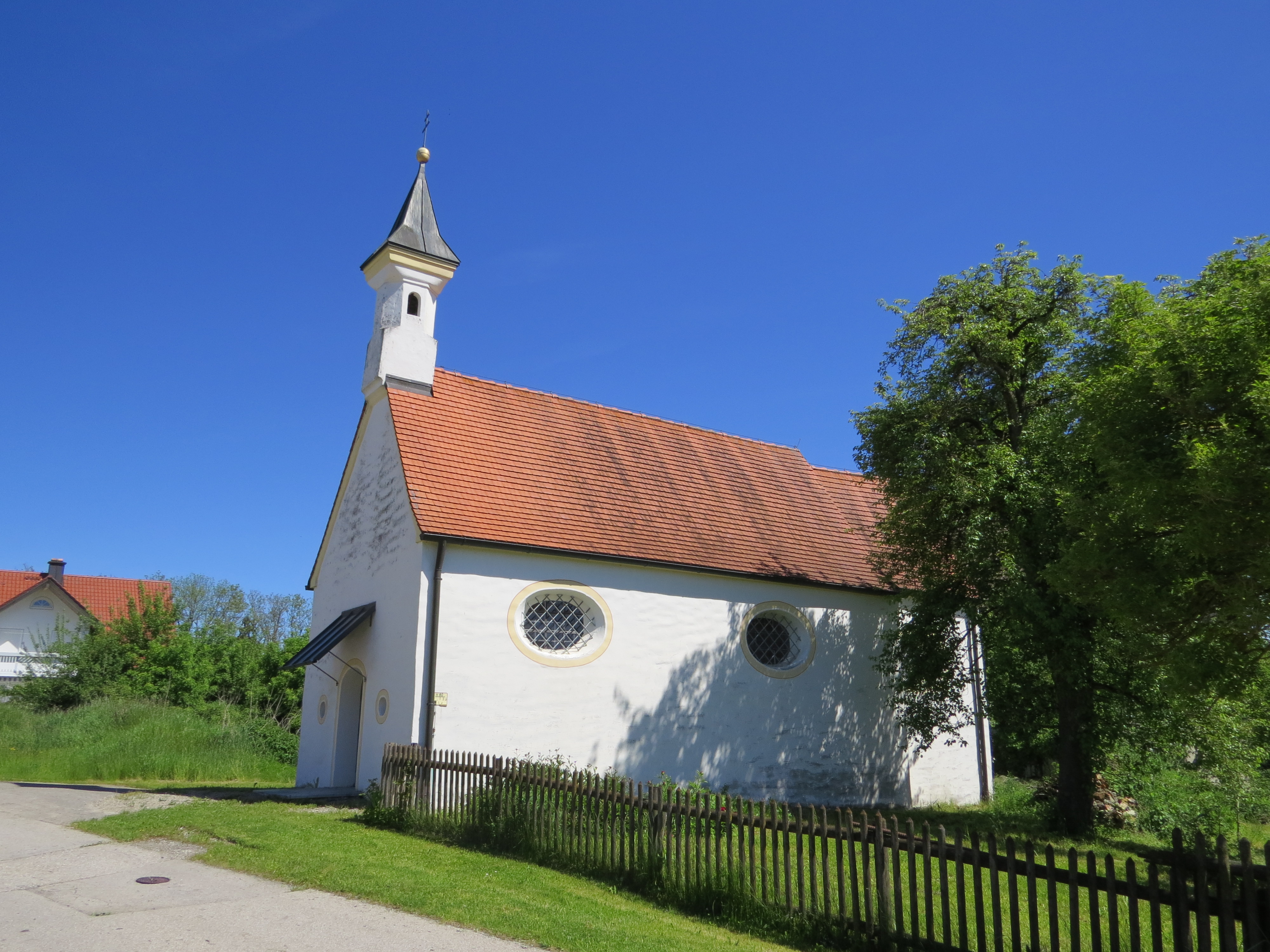
St.-Mauritiuskapel (1660), Doldenhausen
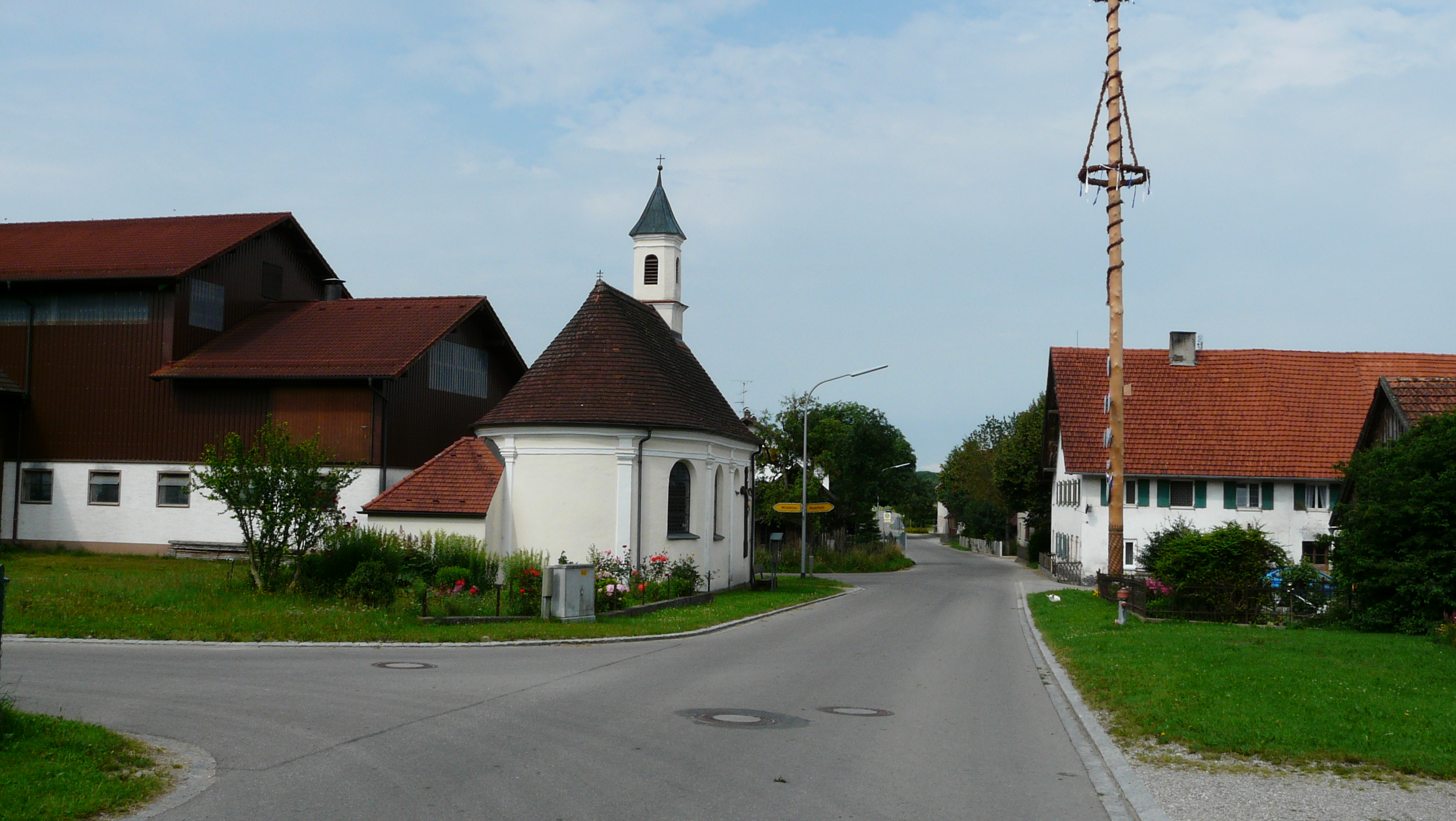
Kapel St. Wendelin, Heimenegg (1700)
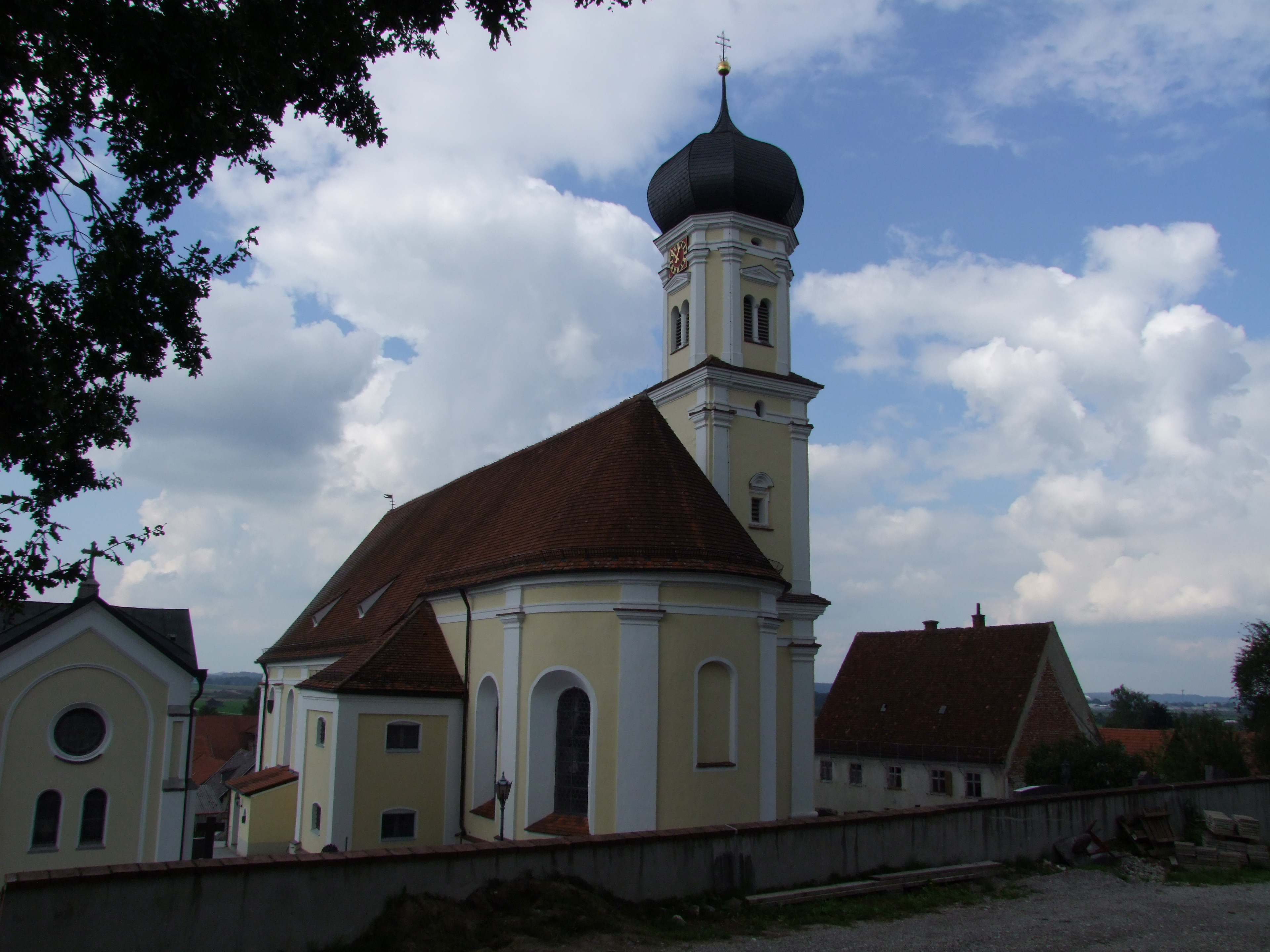
St. Jacobus-de-Meerderekerk (1713) te Mindelau
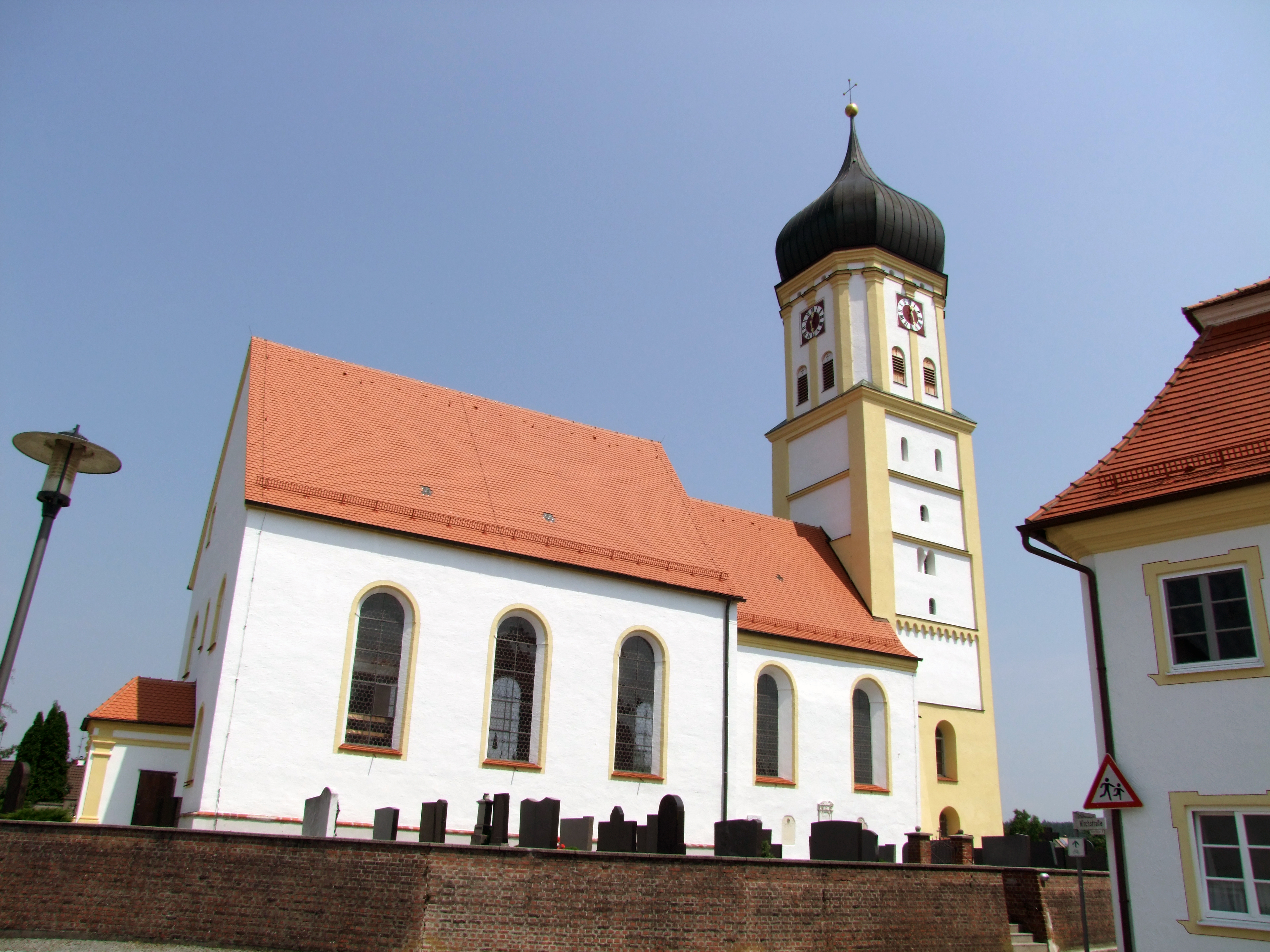
St.-Vituskerk te Nassenbeuren (12e-14e eeuw; renovatie in de 18e eeuw)
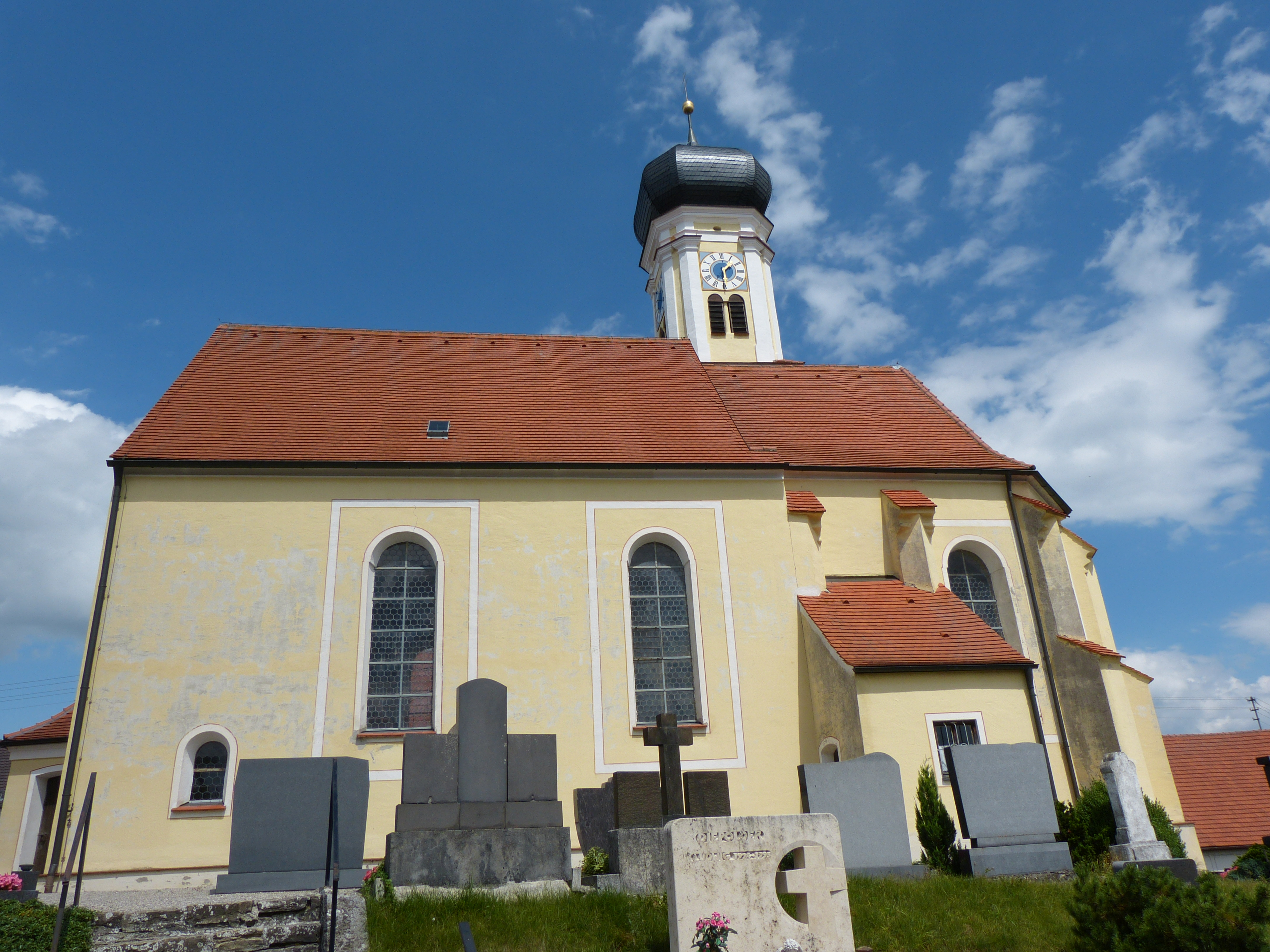
St.-Mauritiuskerk, Oberauerbach (18e-eeuws)
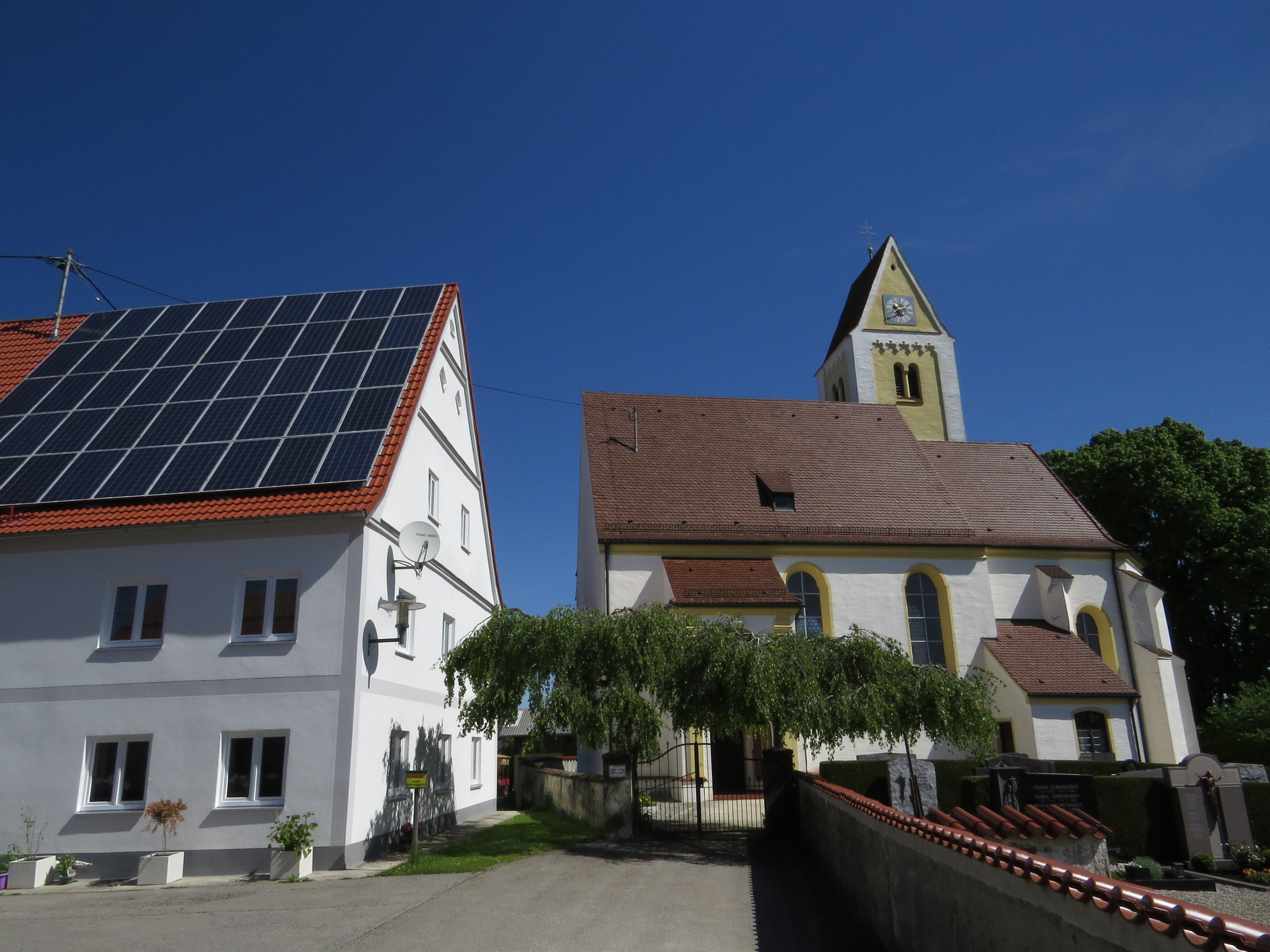
St.-Michaelskerk (18e eeuw) en pastorie (deels 2e helft 17e eeuw), Unterauerbach
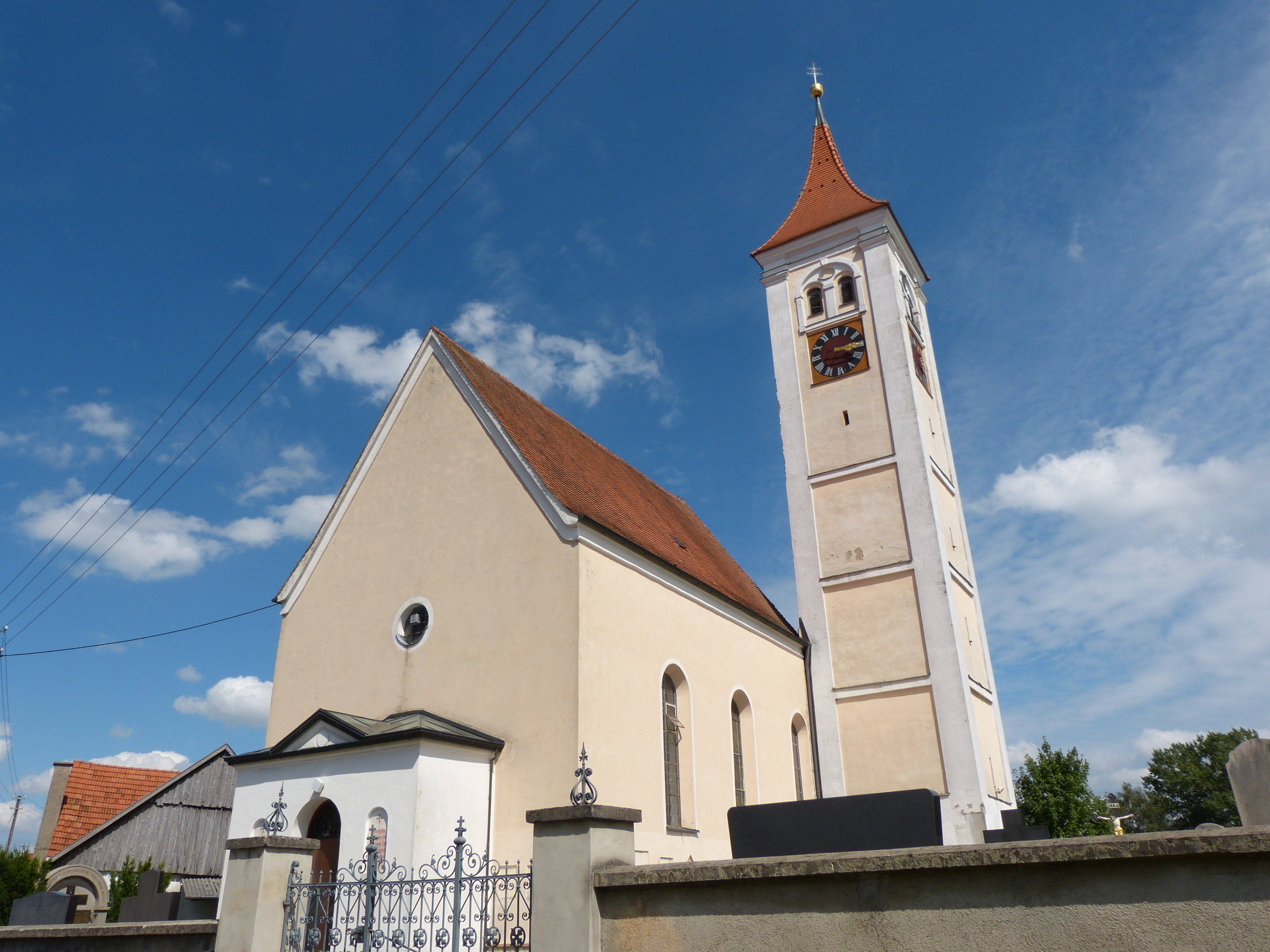
St.-Andreaskerk te Westernach (18e eeuw; oudste gedeelte gebouwd rond 1500)
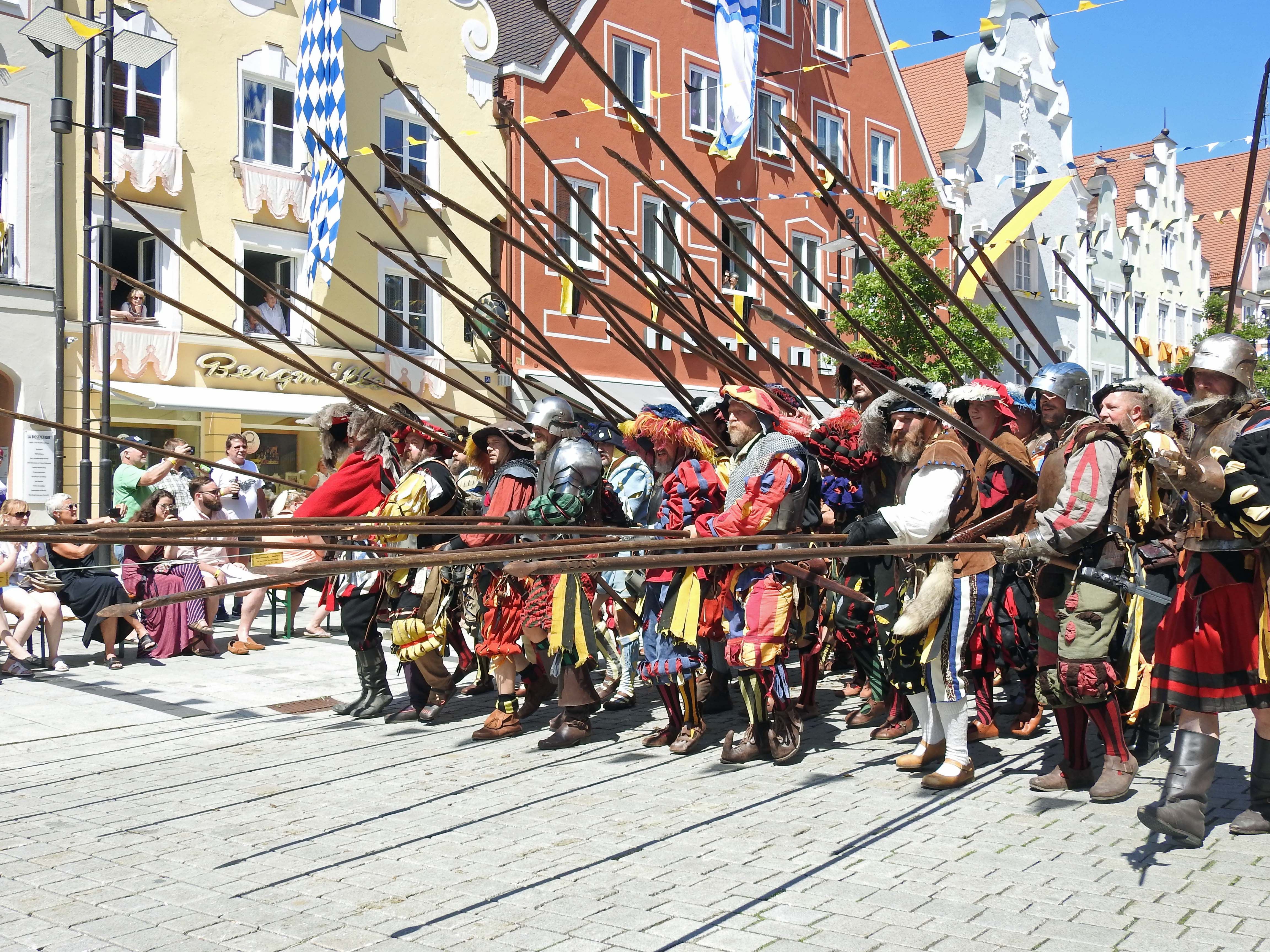
Laatmiddeleeuwse optocht, Frundsbergfeest

## Partnergemeentes
Mindelheim onderhoudt jumelages met:
- Bourg-de-Péage, departement Drôme, Frankrijk, sedert 1961
- East Grinstead, West Sussex, Engeland, sedert 1994
- Sant Feliu de Guixols, Catalonië, Spanje, sedert 1994
- Schwaz, bij Innsbruck, Oostenrijk, sedert 1990
- Tramin, Zuid-Tirol, Italië, sedert 1994
- Verbania, aan het Lago Maggiore, Italië, sedert 1994.

## Belangrijke personen in relatie tot de gemeente
- Georg von Frundsberg (* 24 september 1473 in Mindelheim; † 20 augustus 1528 ibidem), Duits krijgsheer, beroemd en berucht aanvoerder van Duitse landsknechten, o.a. succesvol aan de keizerlijke zijde in de Slag bij Pavia (1525)
- Karl Millner (* 25 maart 1825, vermoedelijk te München[6]; † 19 mei 1895 in München), landschapsschilder, woonde lange tijd in Mindelheim; aan zijn oeuvre is in Mindelheim een museum gewijd
- Karl Mayr (* 5 januari 1883 in Mindelheim; † 9 februari 1945 in concentratiekamp Buchenwald), Duits officier, spion en politiek activist[7]
- Elisabeth Böhm (geb. Haggenmüller; * 18 juni 1921 in Mindelheim; † 6 september 2012 in Keulen), Duits architecte, belangrijk, maar op de achtergrond gebleven medewerkster van haar echtgenoot Gottfried Böhm
- Alex Hofmann (* 25 mei 1980), voormalig motorcoureur, daarna sportverslaggever.

## Trivia
- Een Keltisch Mindelheim-zwaard werd gevonden in het Vorstengraf in Oss. Wat de benaming Mindelheim-zwaard (ook wel, naar de Hallstattcultuur, Hallstatt-zwaard genoemd) met de plaats Mindelheim te maken heeft, is onduidelijk.

Amberg ·
Apfeltrach ·
Babenhausen ·
Bad Grönenbach ·
Bad Wörishofen ·
Benningen ·
Böhen ·
Boos ·
Breitenbrunn ·
Buxheim ·
Dirlewang ·
Egg a.d.Günz ·
Eppishausen ·
Erkheim ·
Ettringen ·
Fellheim ·
Hawangen ·
Heimertingen ·
Holzgünz ·
Kammlach ·
Kettershausen ·
Kirchhaslach ·
Kirchheim i.Schw. ·
Kronburg ·
Lachen ·
Lauben ·
Lautrach ·
Legau ·
Markt Rettenbach ·
Markt Wald ·
Memmingerberg ·
Mindelheim ·
Niederrieden ·
Oberrieden ·
Oberschönegg ·
Ottobeuren ·
Pfaffenhausen ·
Pleß ·
Rammingen ·
Salgen ·
Sontheim ·
Stetten ·
Trunkelsberg ·
Türkheim ·
Tussenhausen ·
Ungerhausen ·
Unteregg ·
Westerheim ·
Wiedergeltingen ·
Winterrieden ·
Wolfertschwenden ·
Woringen